# Куликівка (Тупичівська сільська громада)
Куликі́вка — село в Україні, у Тупичівській сільській громаді Чернігівського району Чернігівської області.

## Історія
Із розвалом СРСР і колгоспів життя на селі ускладнилося. Але з часом у сусідньому селі Вихвостів СТОВ "Віра" настільки розвинулося, що там треба були додаткові робітники. Тому частина івашківців почала там працювати. Село (як і Вихвостів та Івашківка) виглядають дуже добре, на відміну від сусідніх закинутих сіл.
У 2019-2020 роках село входило до Вихвостівської ОТГ.
12 червня 2020 року, відповідно до розпорядження Кабінету Міністрів України № 730-р від «Про визначення адміністративних центрів та затвердження територій територіальних громад Чернігівської області», село увійшло до складу Тупичівської сільської громади.
19 липня 2020 року, в результаті адміністративно-територіальної реформи та ліквідації Городнянського району, село увійшло до складу новоутвореного Чернігівського району.

## Населення

### Мова
Розподіл населення за рідною мовою за даними перепису 2001 року:
| Мова       | Кількість | Відсоток |
| ---------- | --------- | -------- |
| українська | 513       | 98.09%   |
| російська  | 7         | 1.34%    |
| румунська  | 3         | 0.57%    |
| Усього     | 523       | 100%     |

## Відомі люди
- Левицька Анастасія Зіновіївна — українська акторка. Народна артистка України (1947).
- Мешок Олександр Володимирович (1981—2015) — молодший сержант Збройних сил України, учасник російсько-української війни[5].

## Освіта

### Дитсадок
В сусідньому селі Вихвостів розташований дитсадок «Ялинка». Станом на 2019 рік дитсадок відвідувало 32 дітей, навчали 12 педагогів.

### Школа

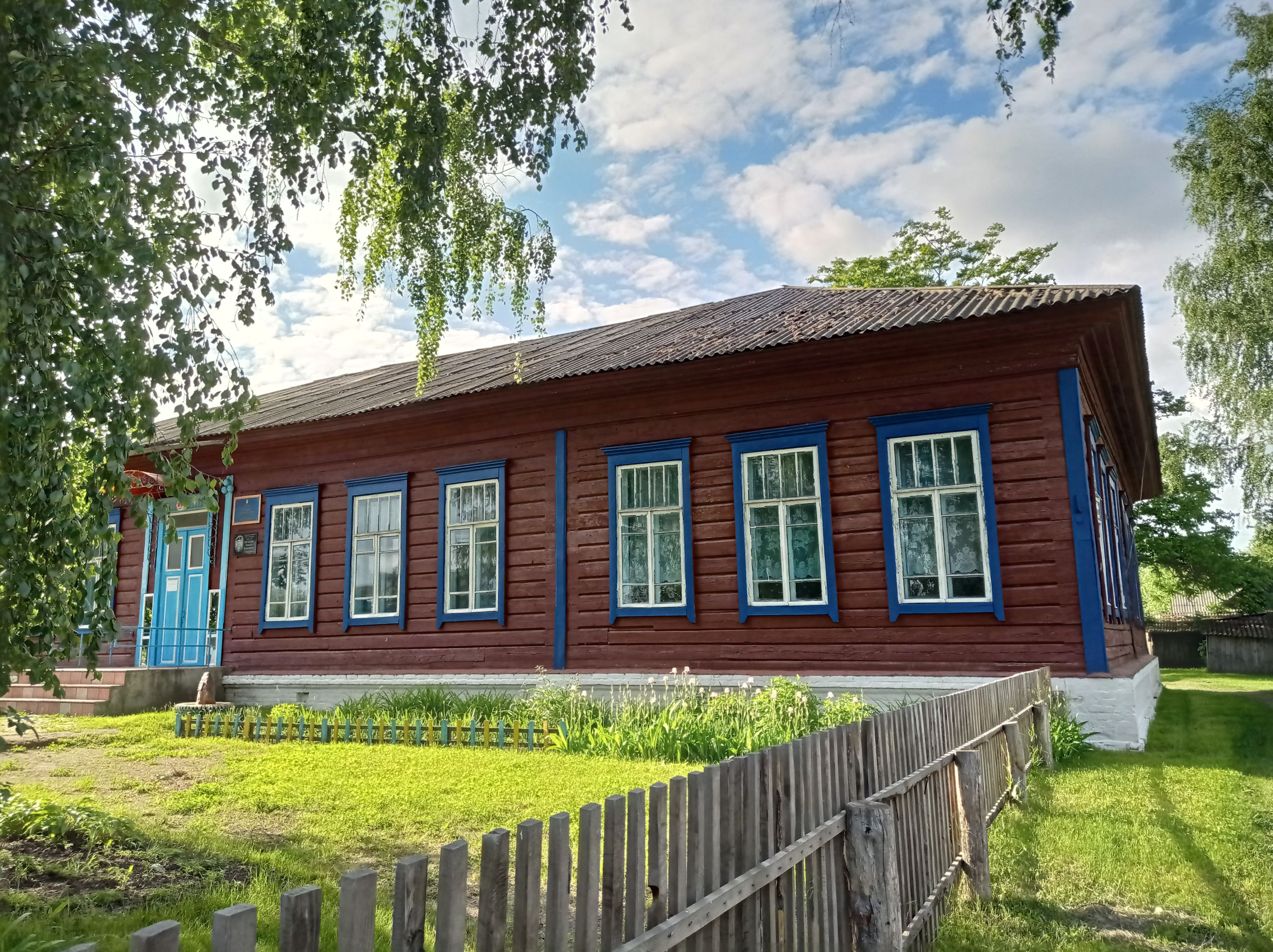
Школа
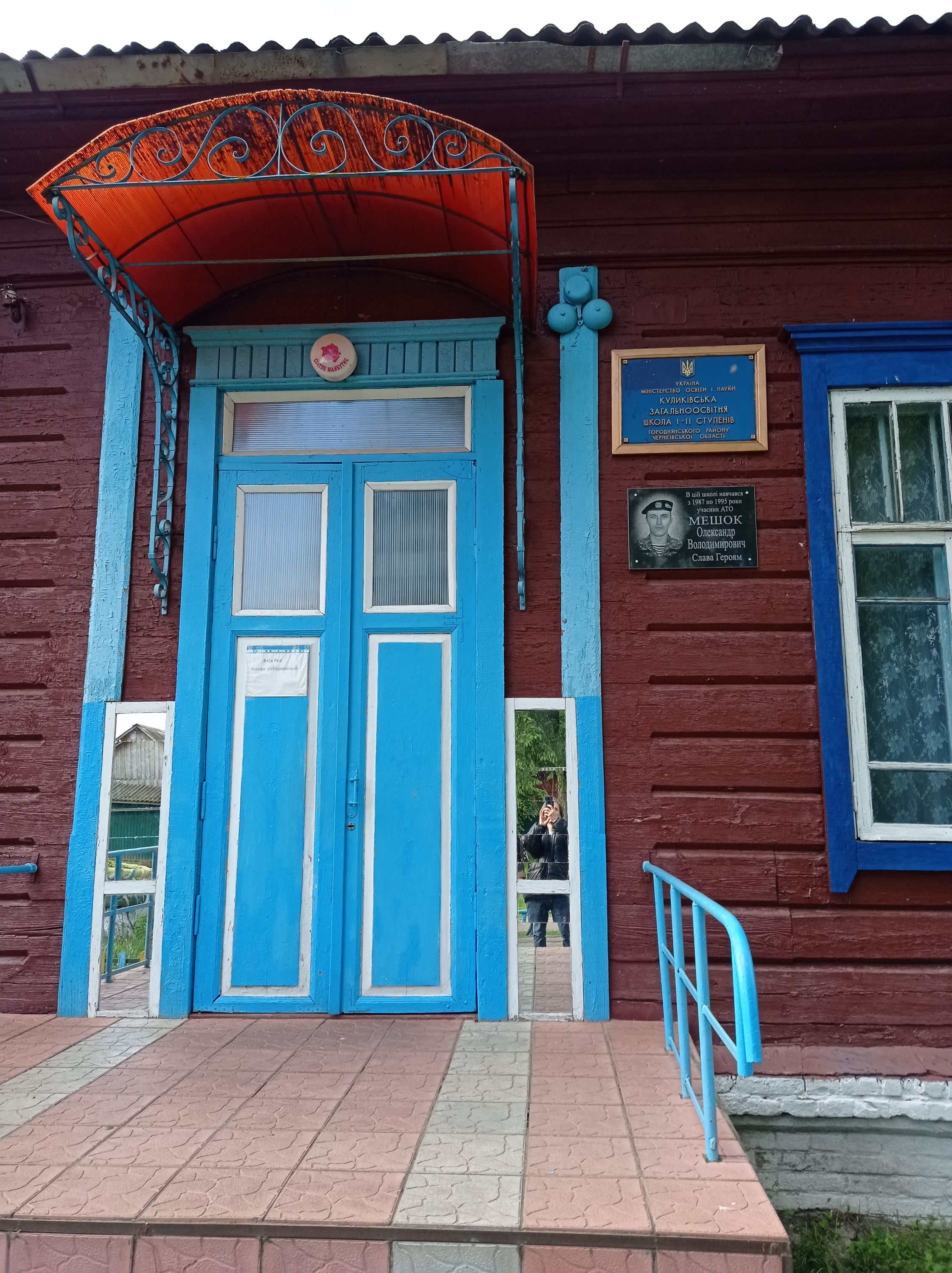
Шкільний ганок
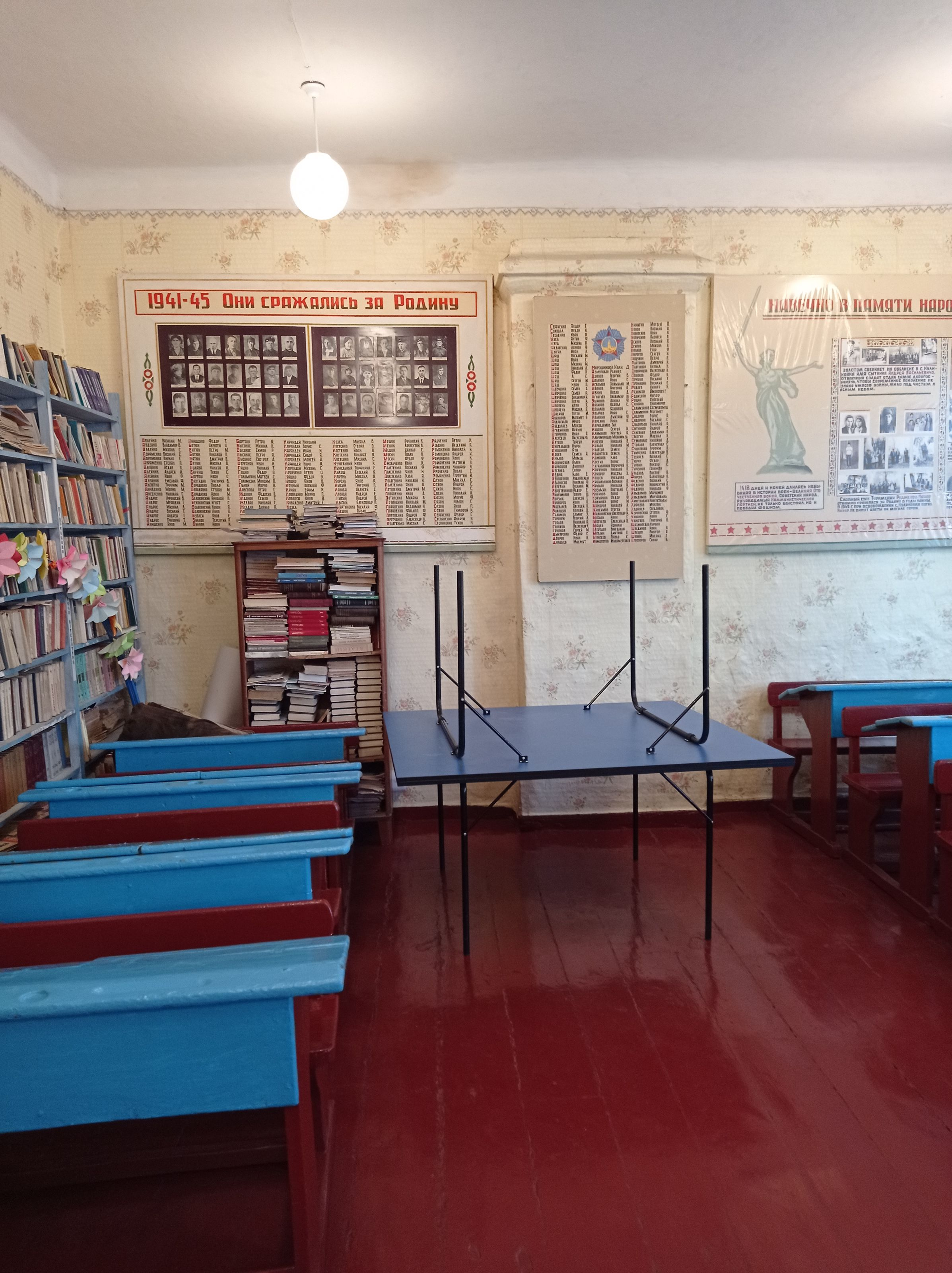
Клас
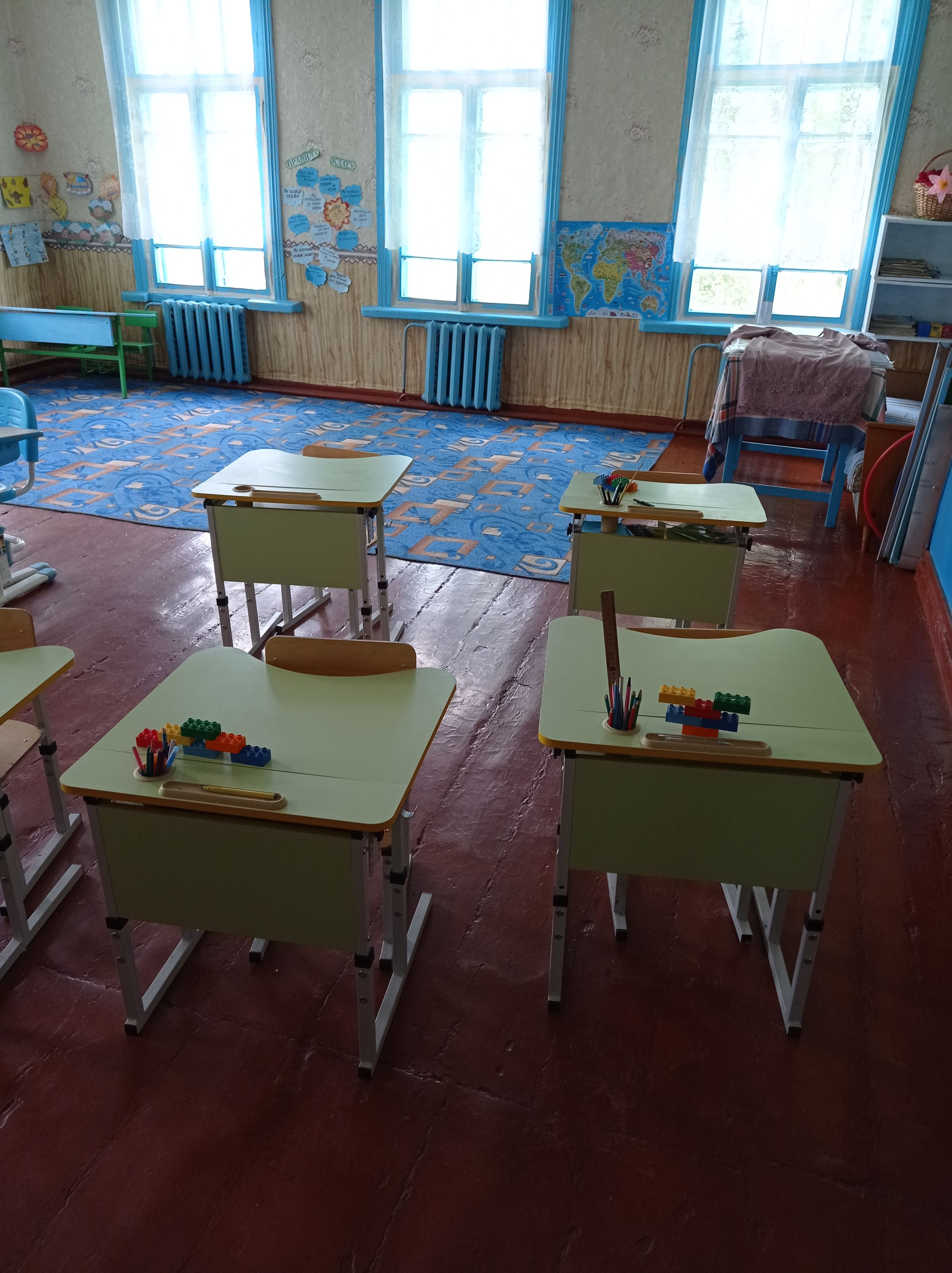
Початкові класи
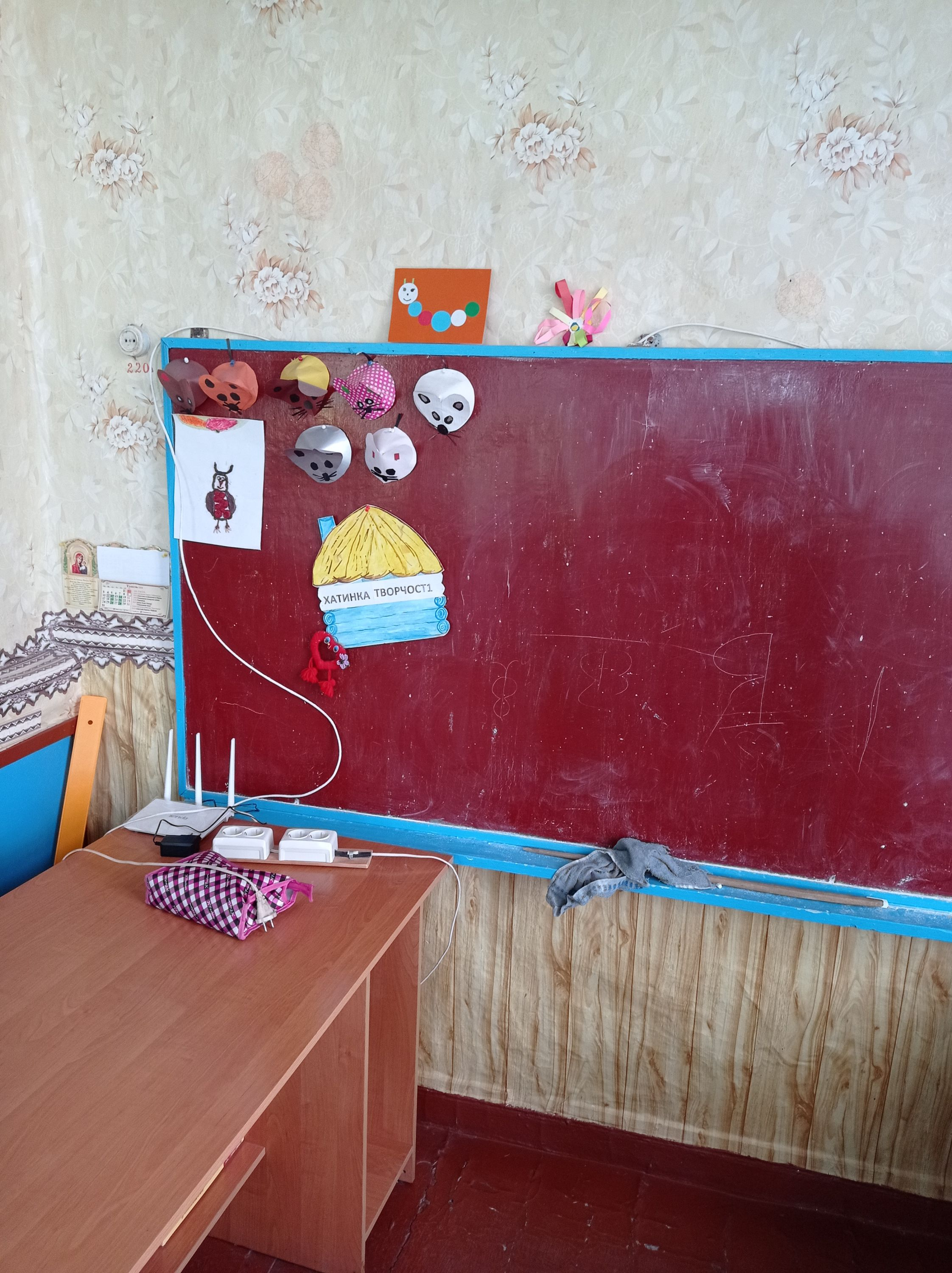
Шкільна дошка
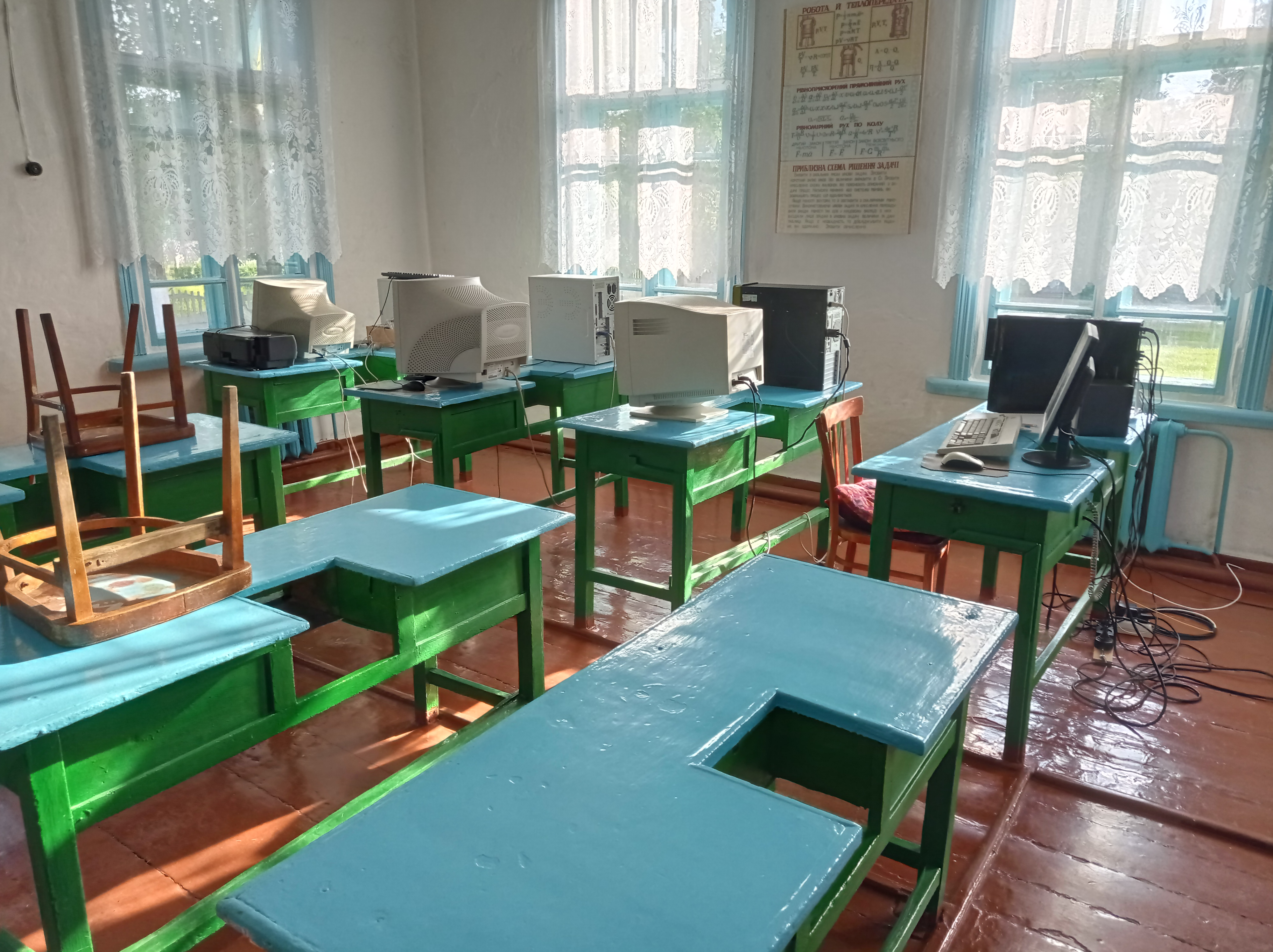
Комп'ютерний клас
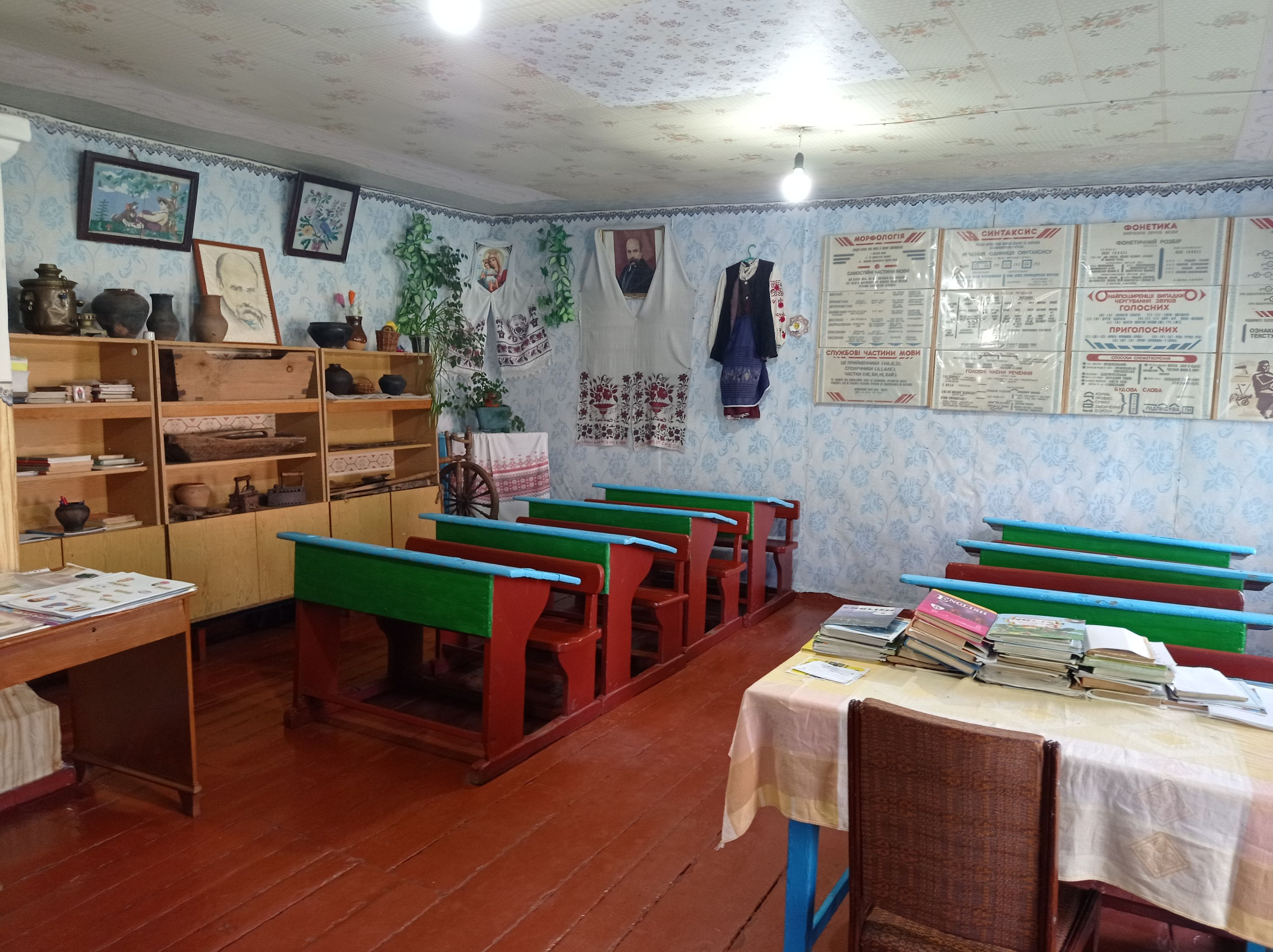
Клас української мови і літератури
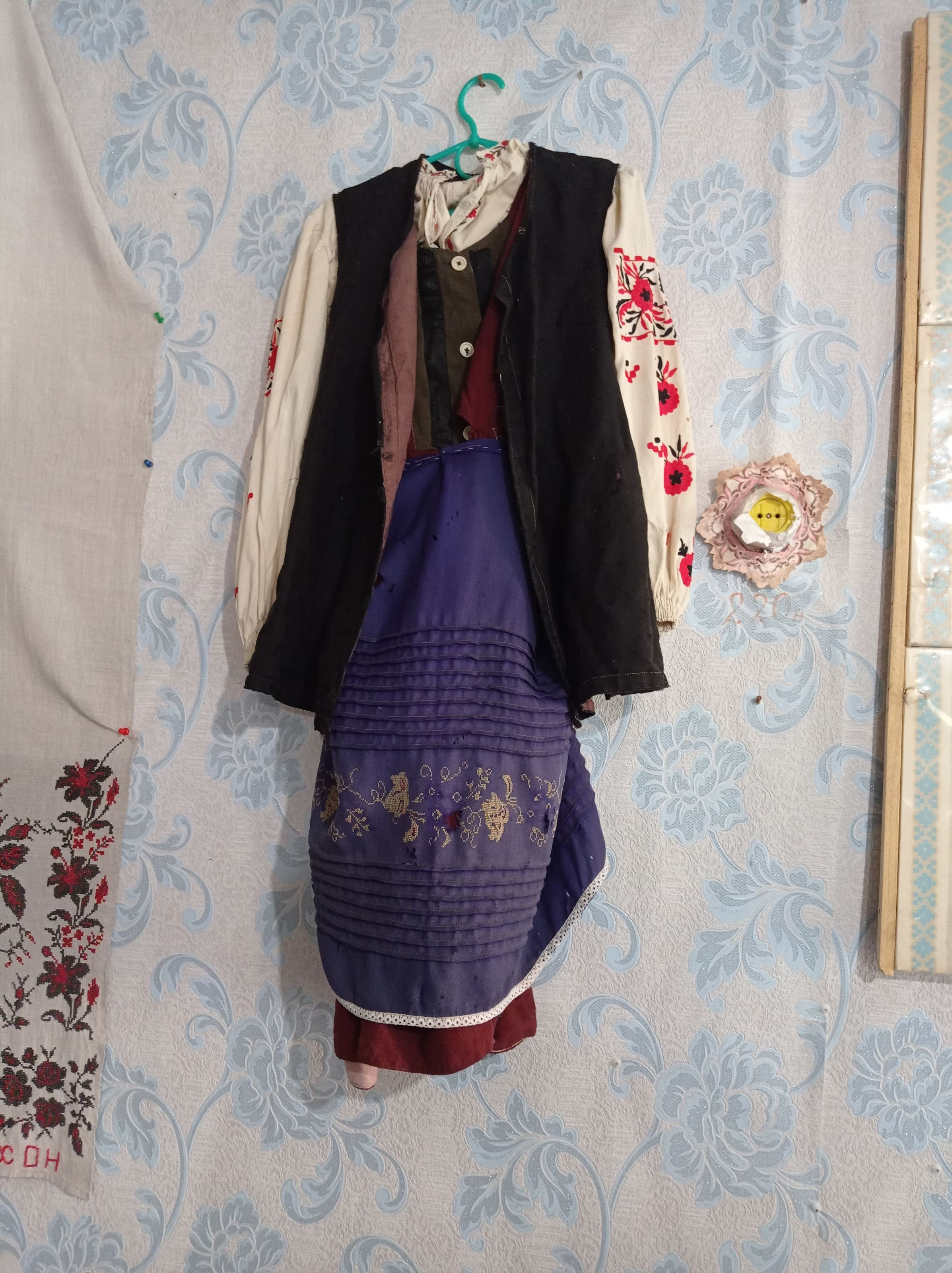
Український національний костюм
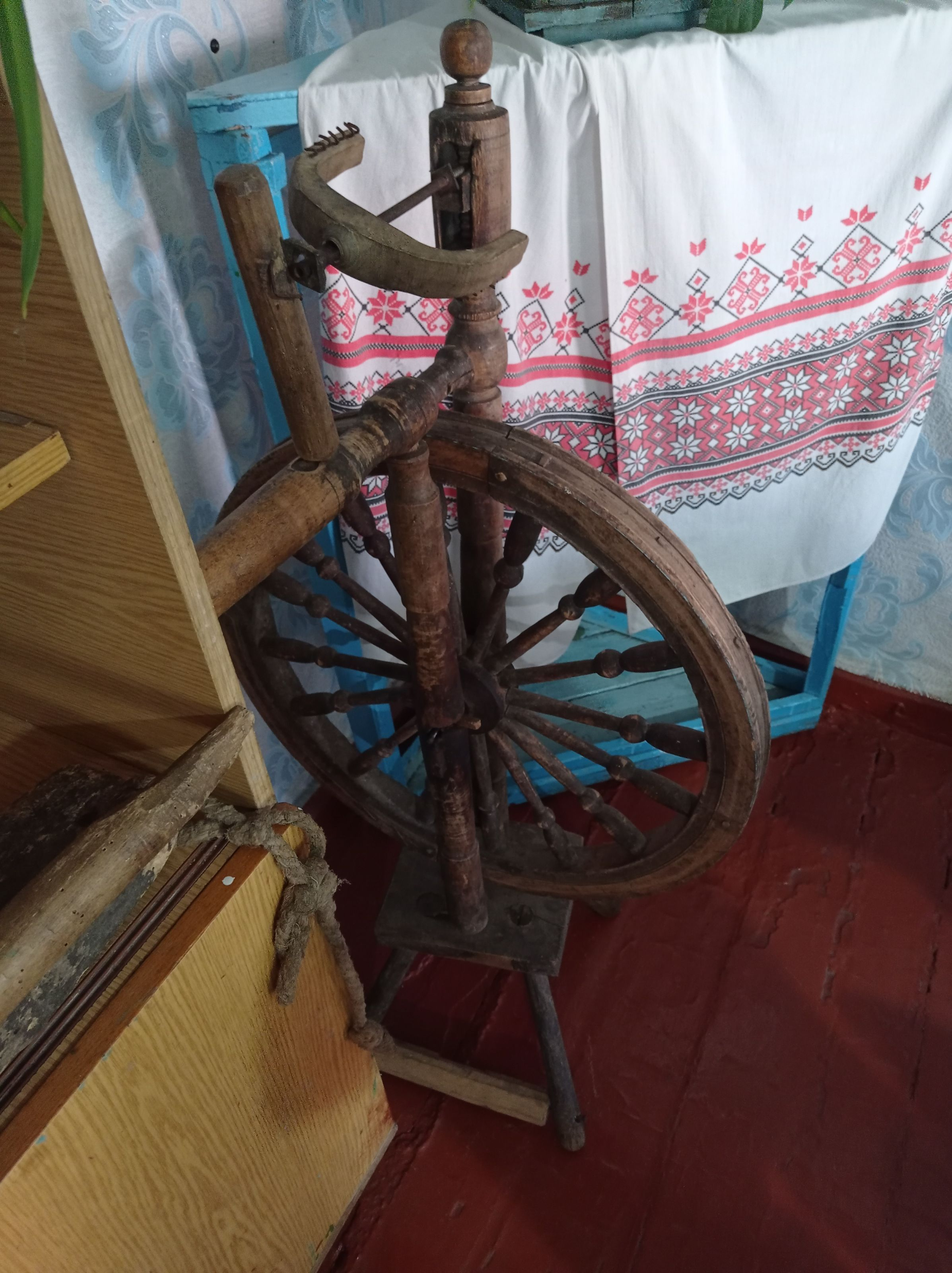
Колесо-прялка
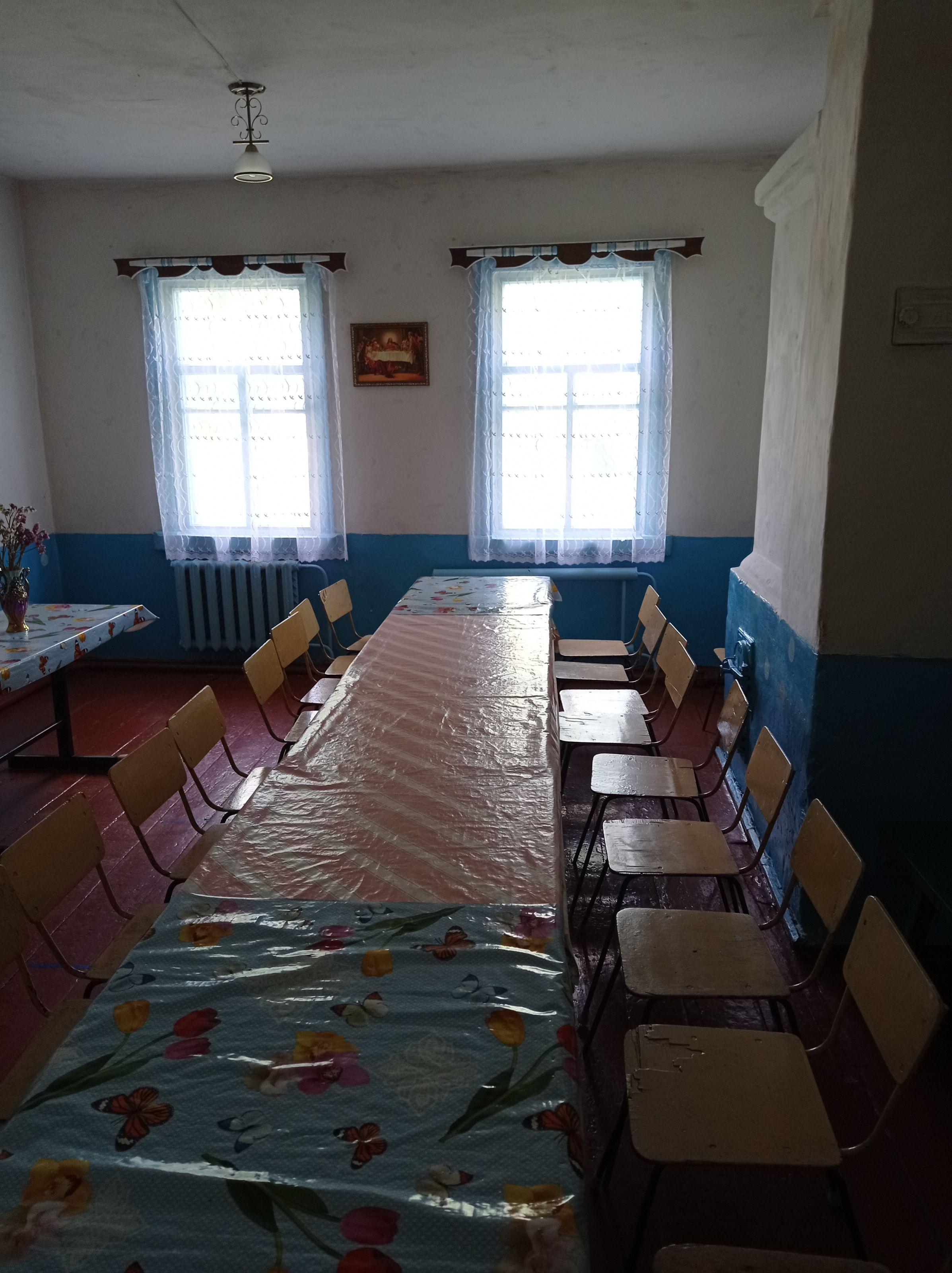
Їдальня
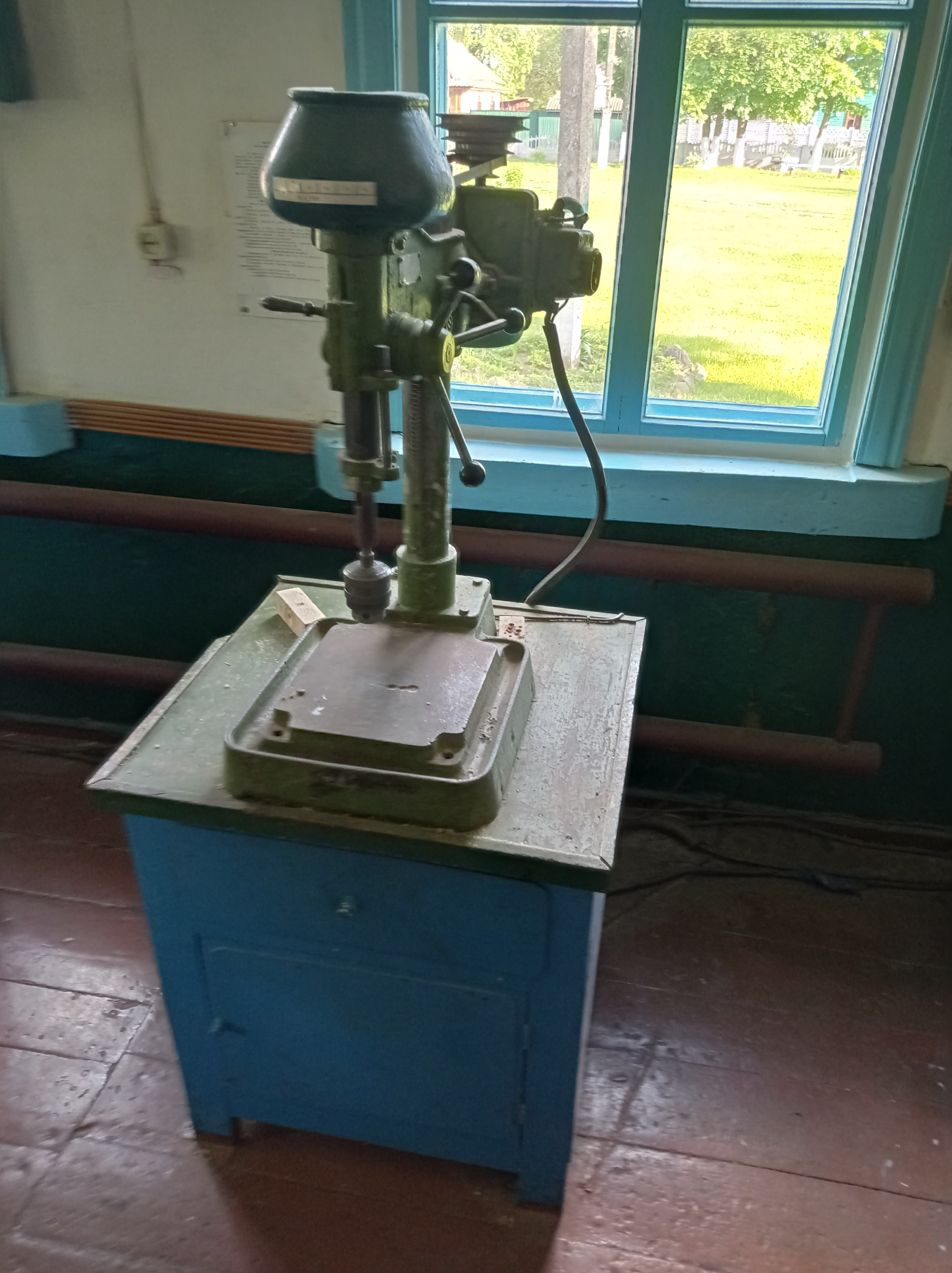
Кабінет праці
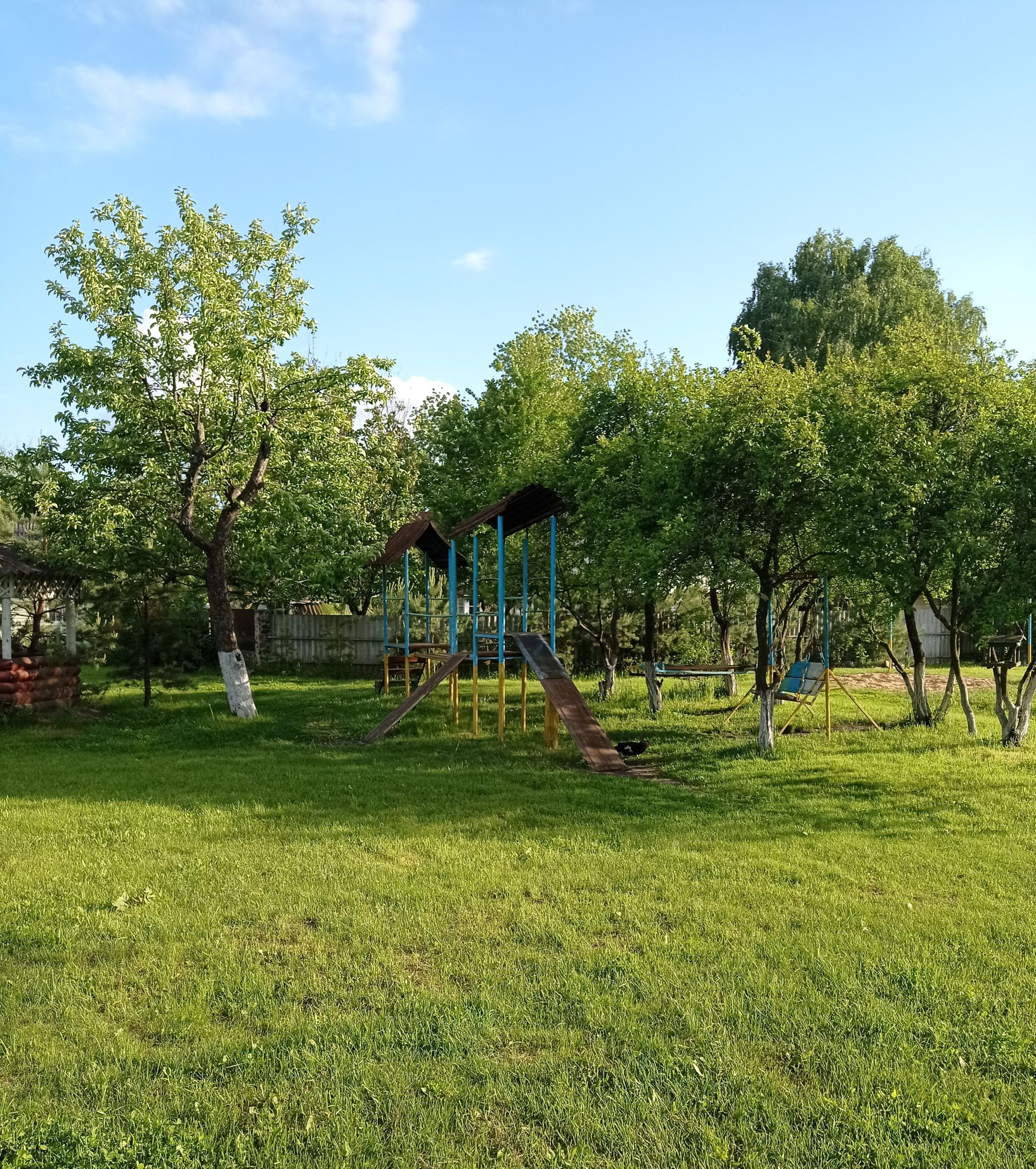
Шкільний двір
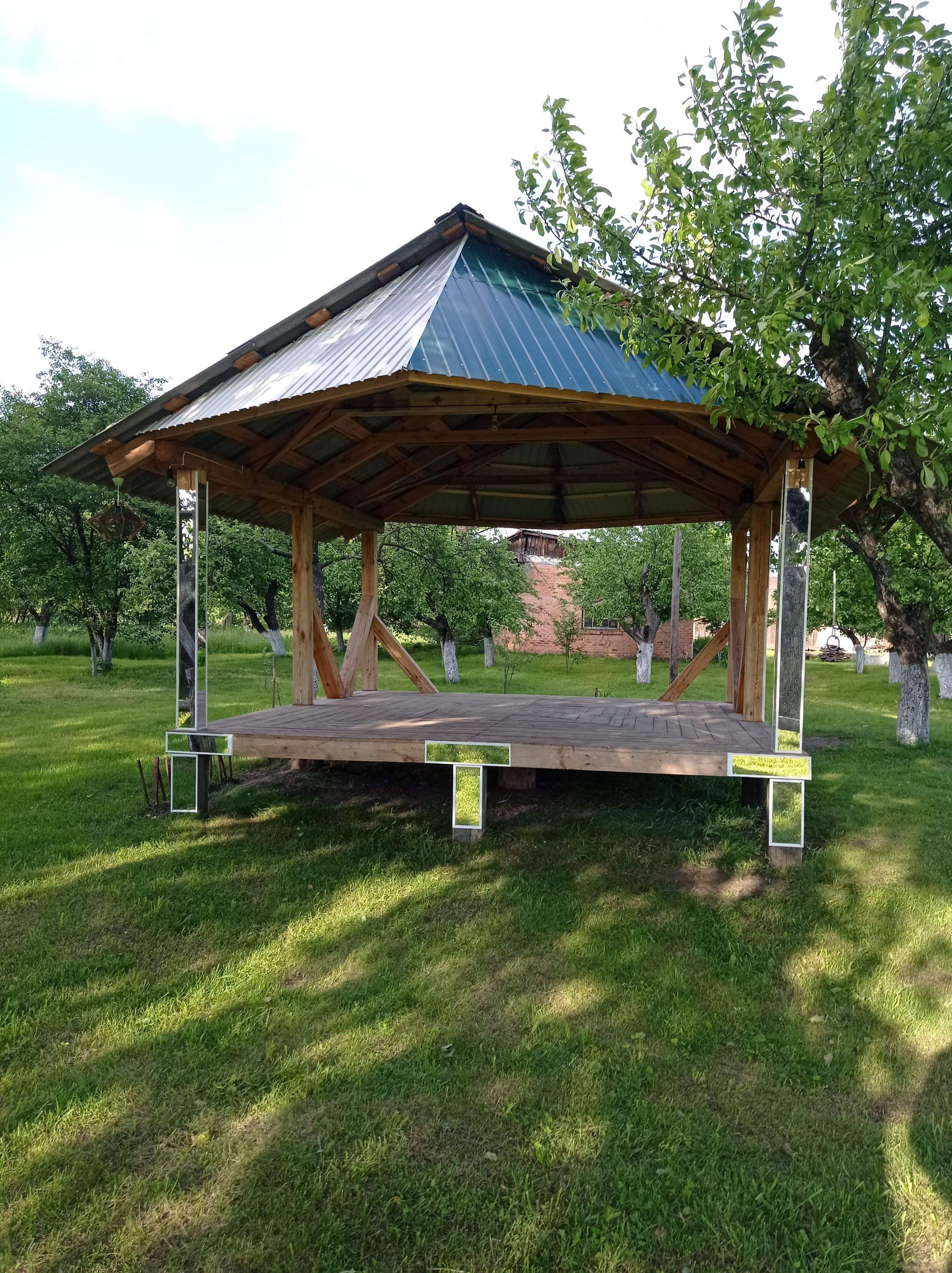
Шкільна сцена

В селі функціонує школа.

## Транспорт
Через село три на день їздить автобус із Чернігова до Тупичева. Село заасфальтоване, дороги в задовільному стані, але деякі ділянки асфальту із ямами (станом на весну 2021).

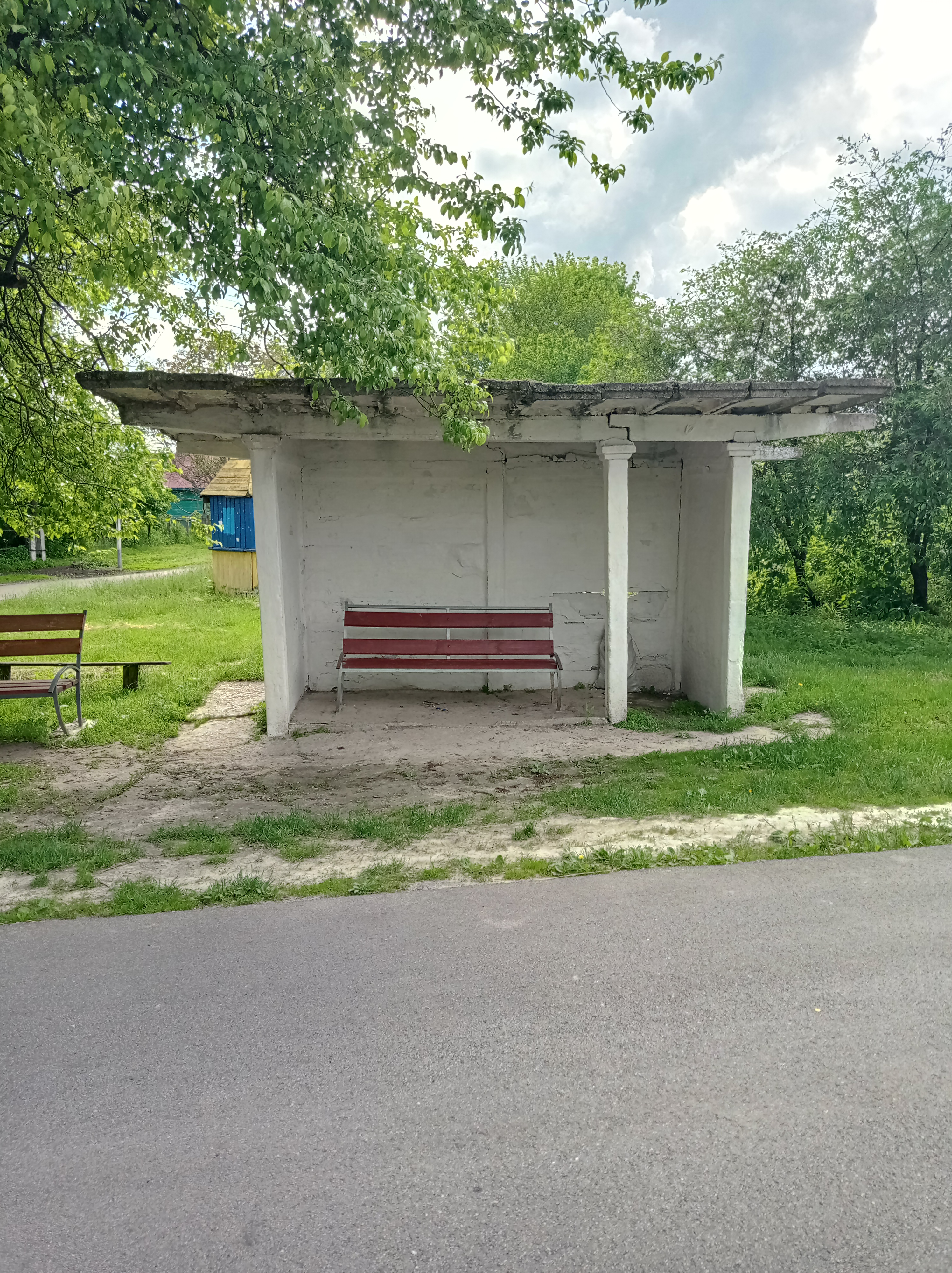
Автобусна зупинка
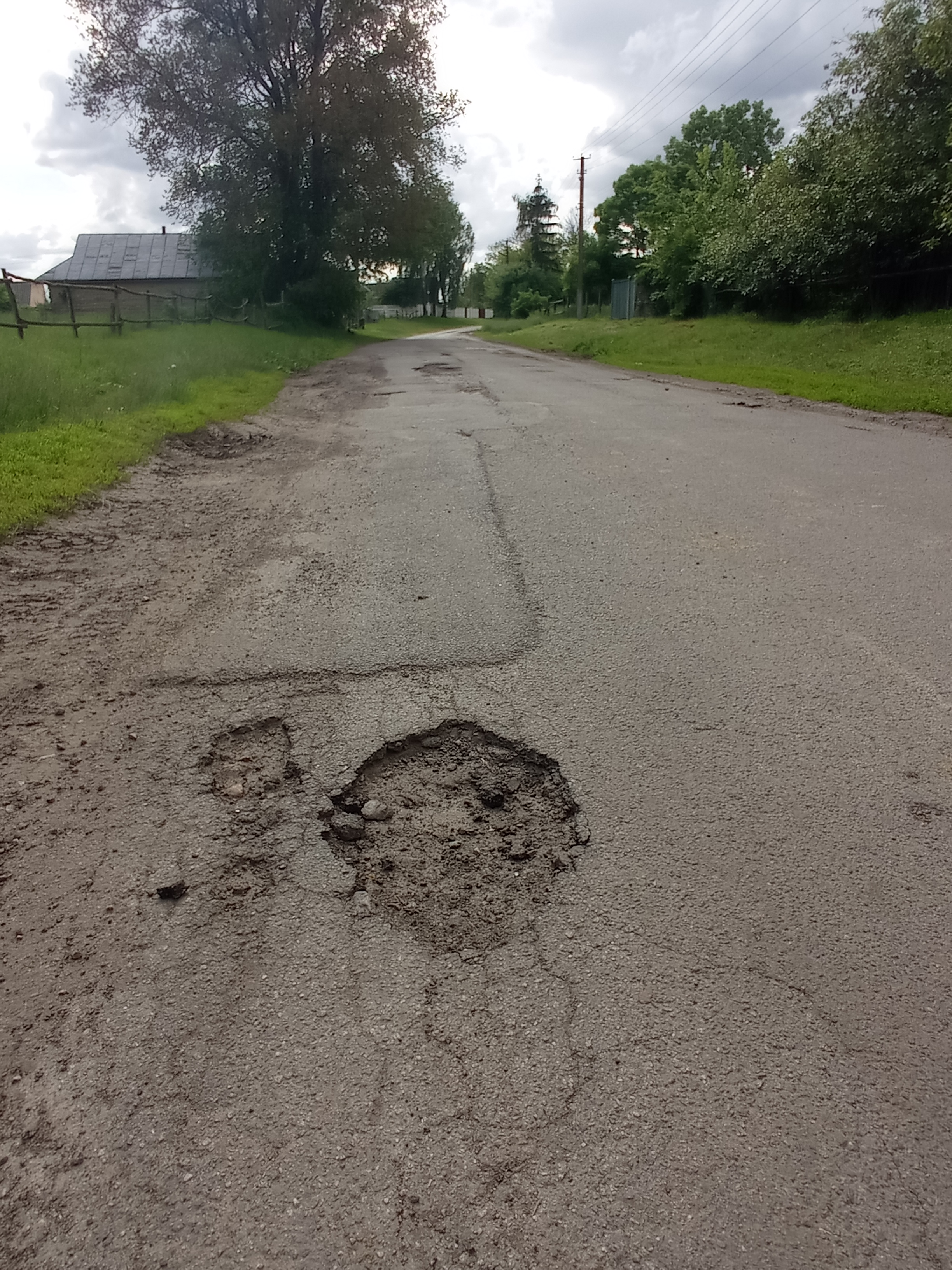
Яма на дорозі (весна 2021)

## Галерея

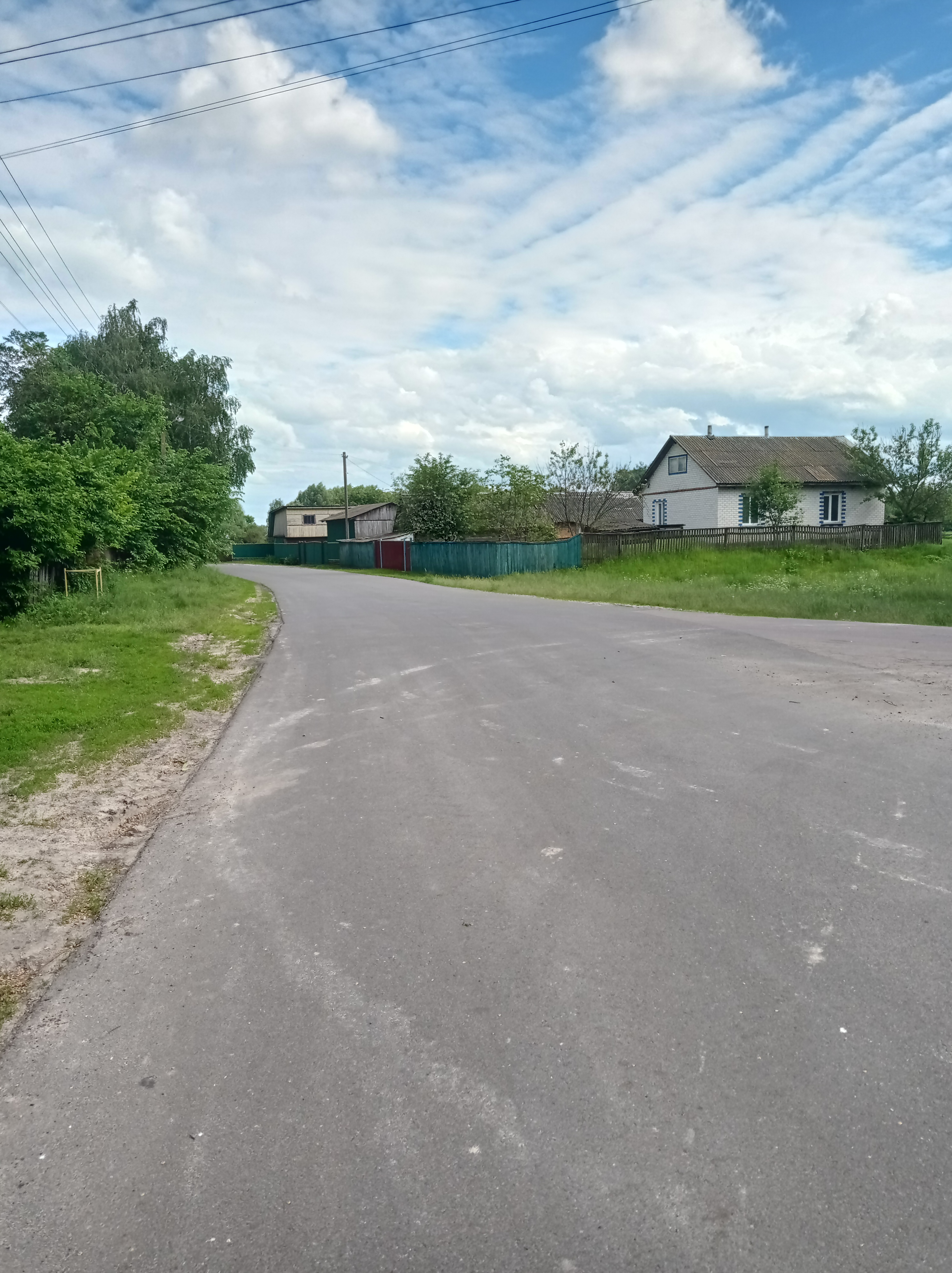
Вулиця Центральна
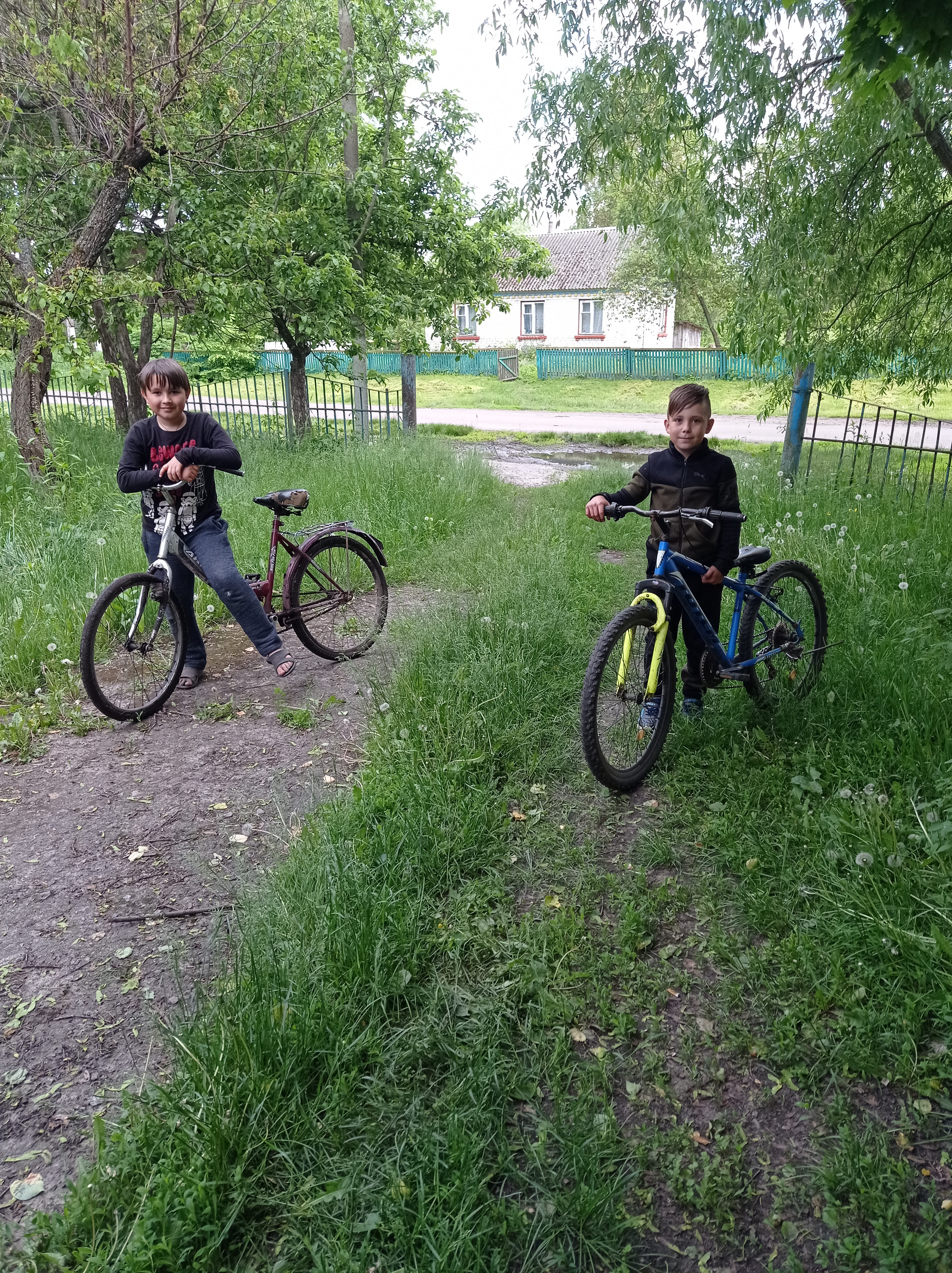
Данило та Ілля - місцеві жителі, школярі, 31 травня 2021 року
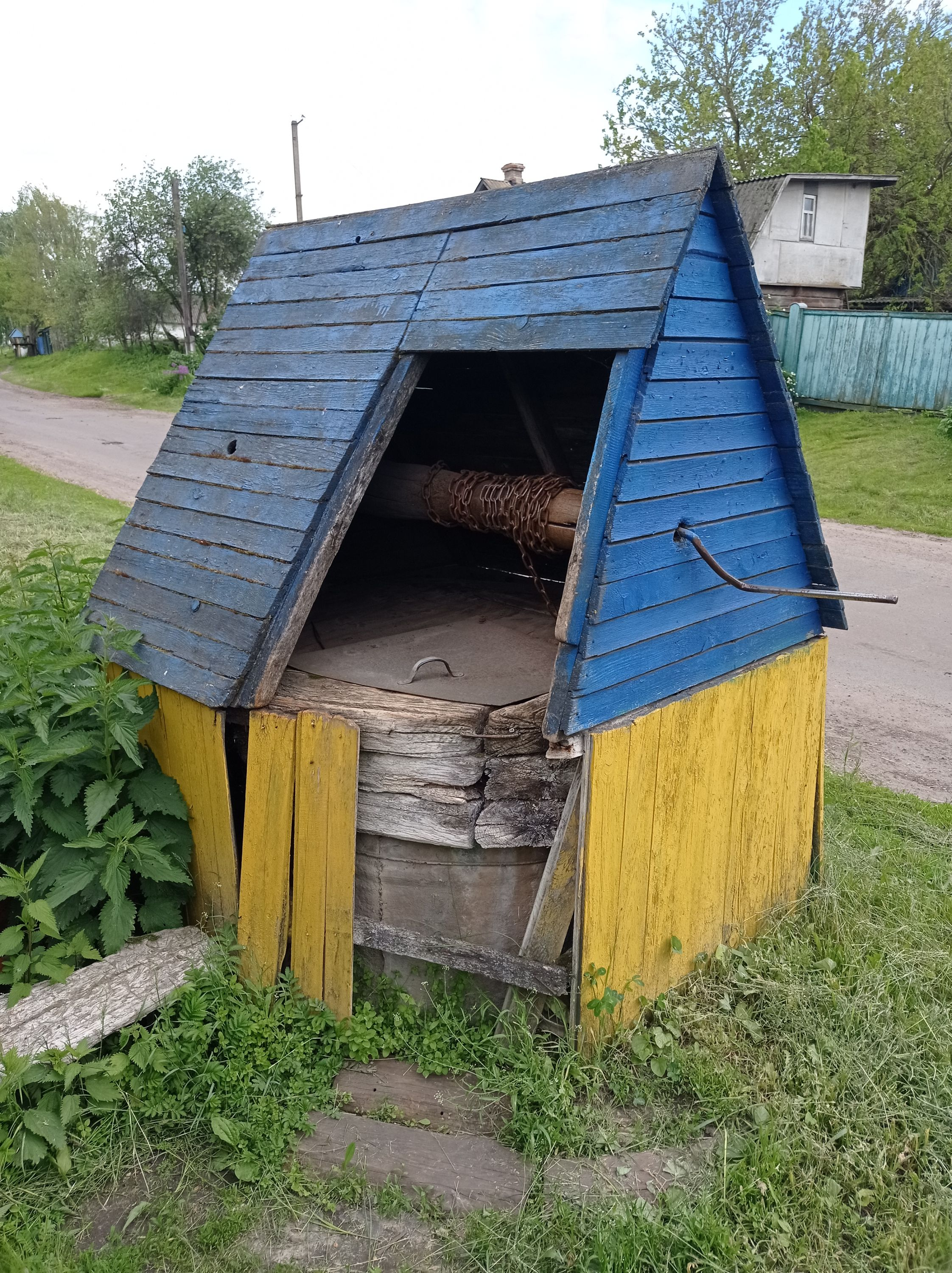
Криниця в національних кольорах
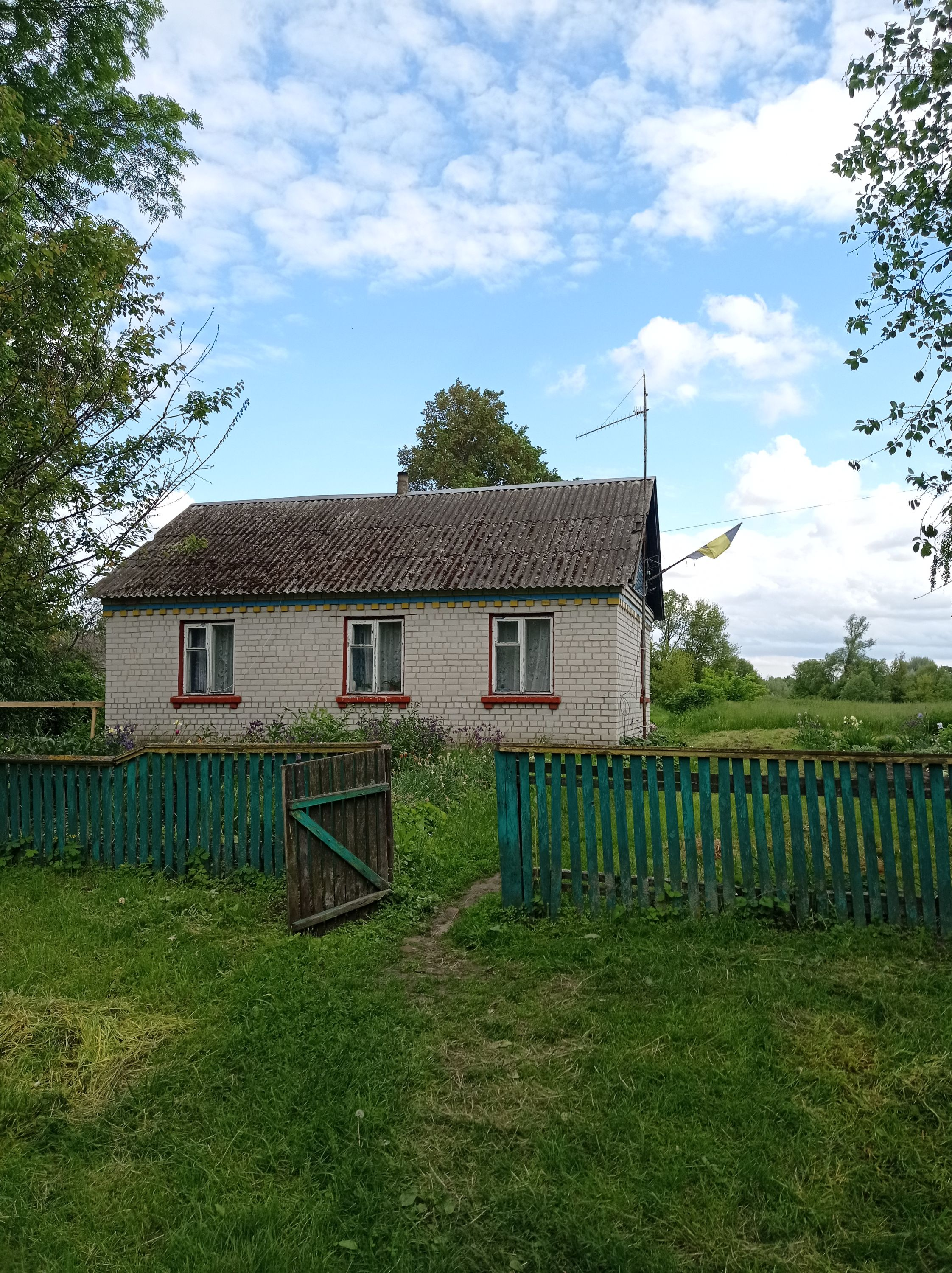
Сільрада
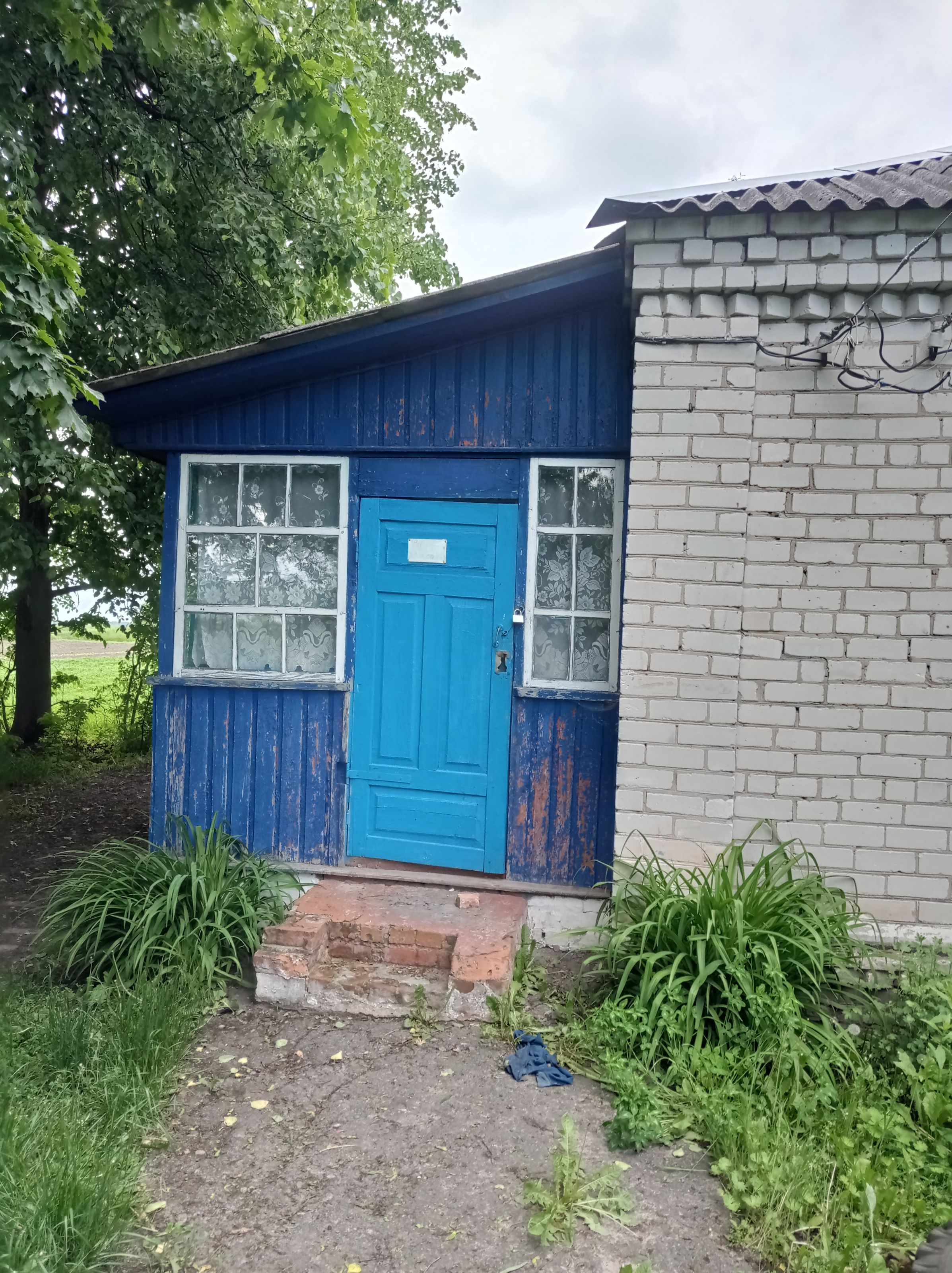
Пошта
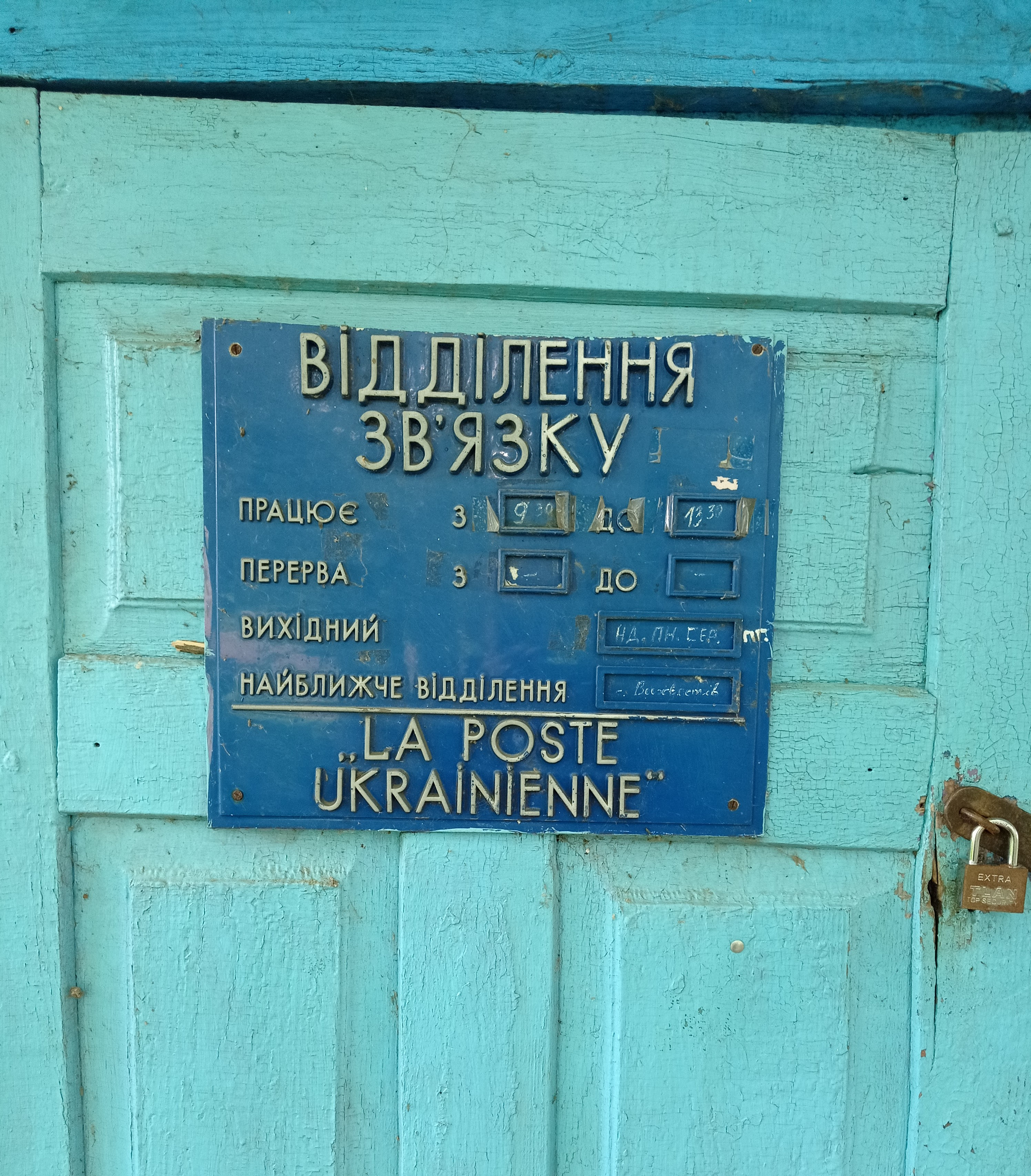
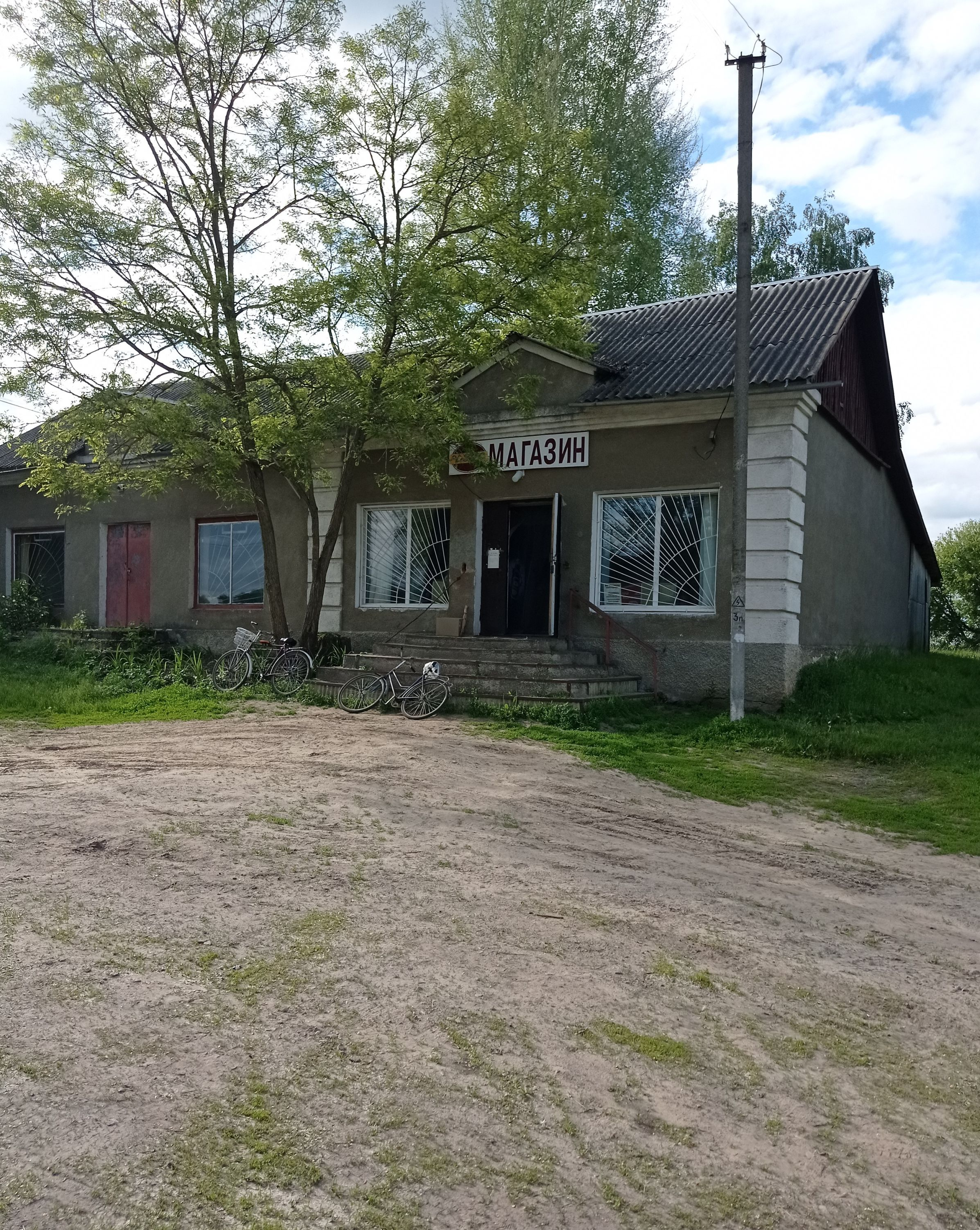
Продуктовий магазин
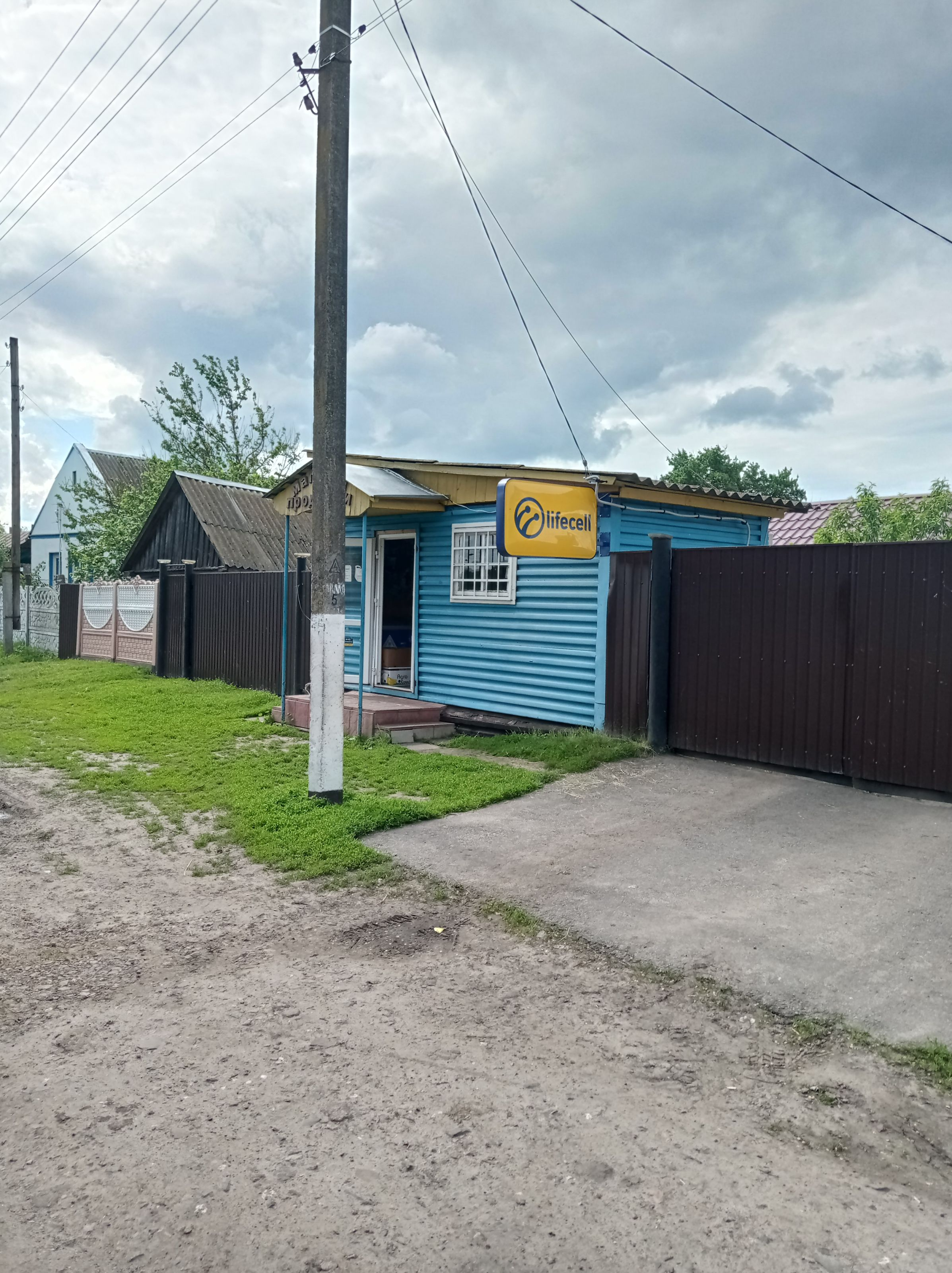
Продуктовий магазин
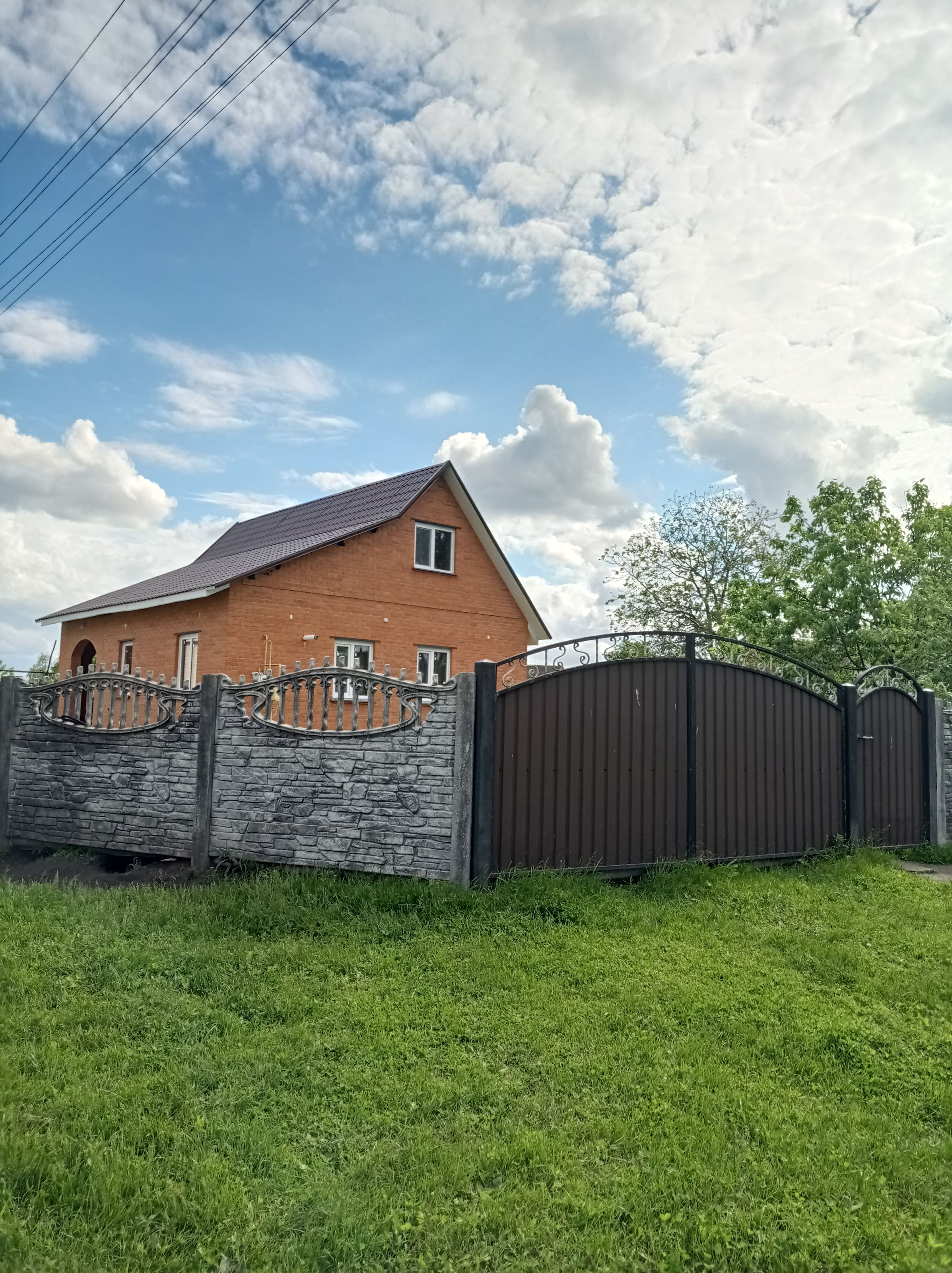
Нова хата
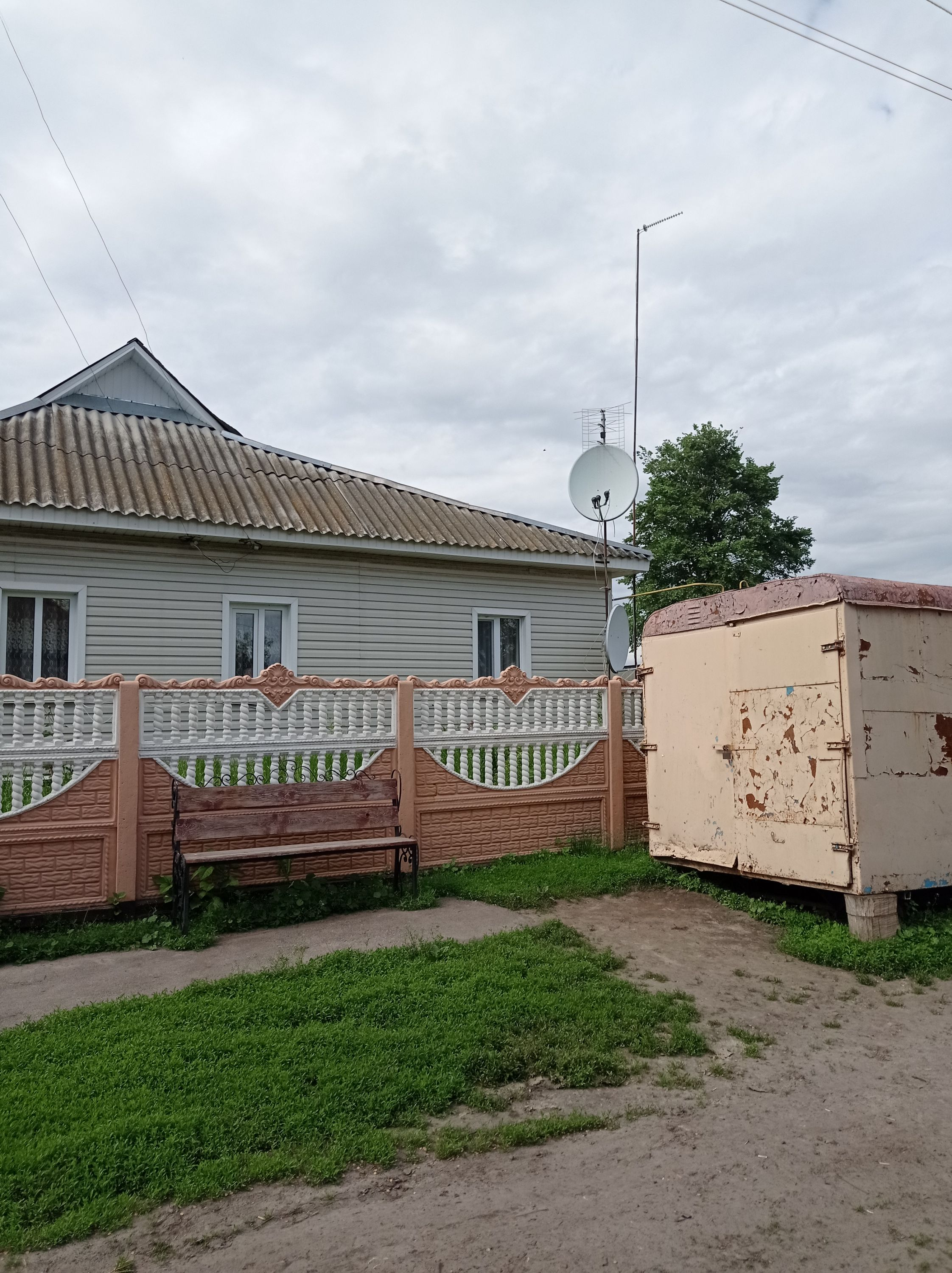
Нова хата
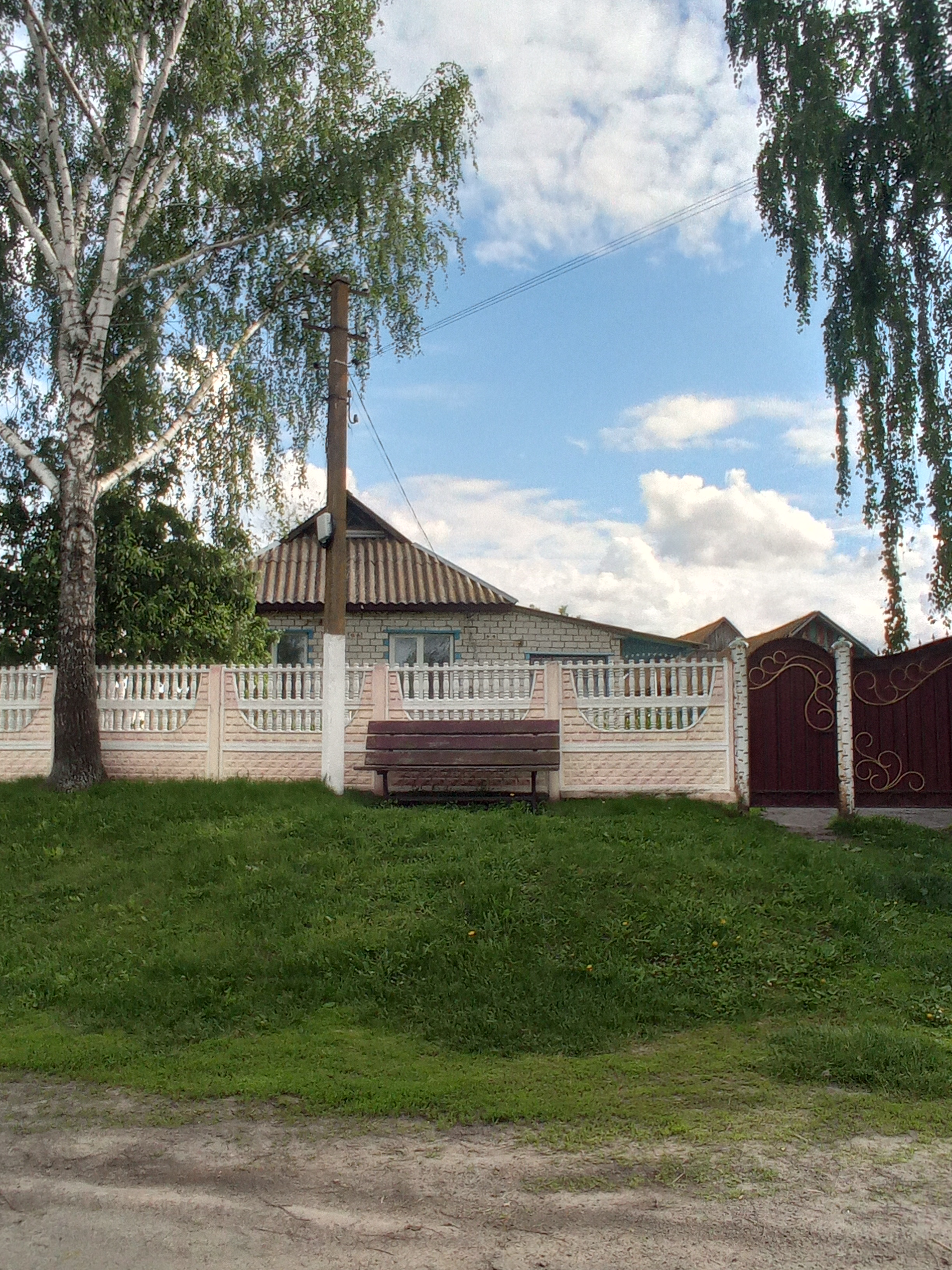
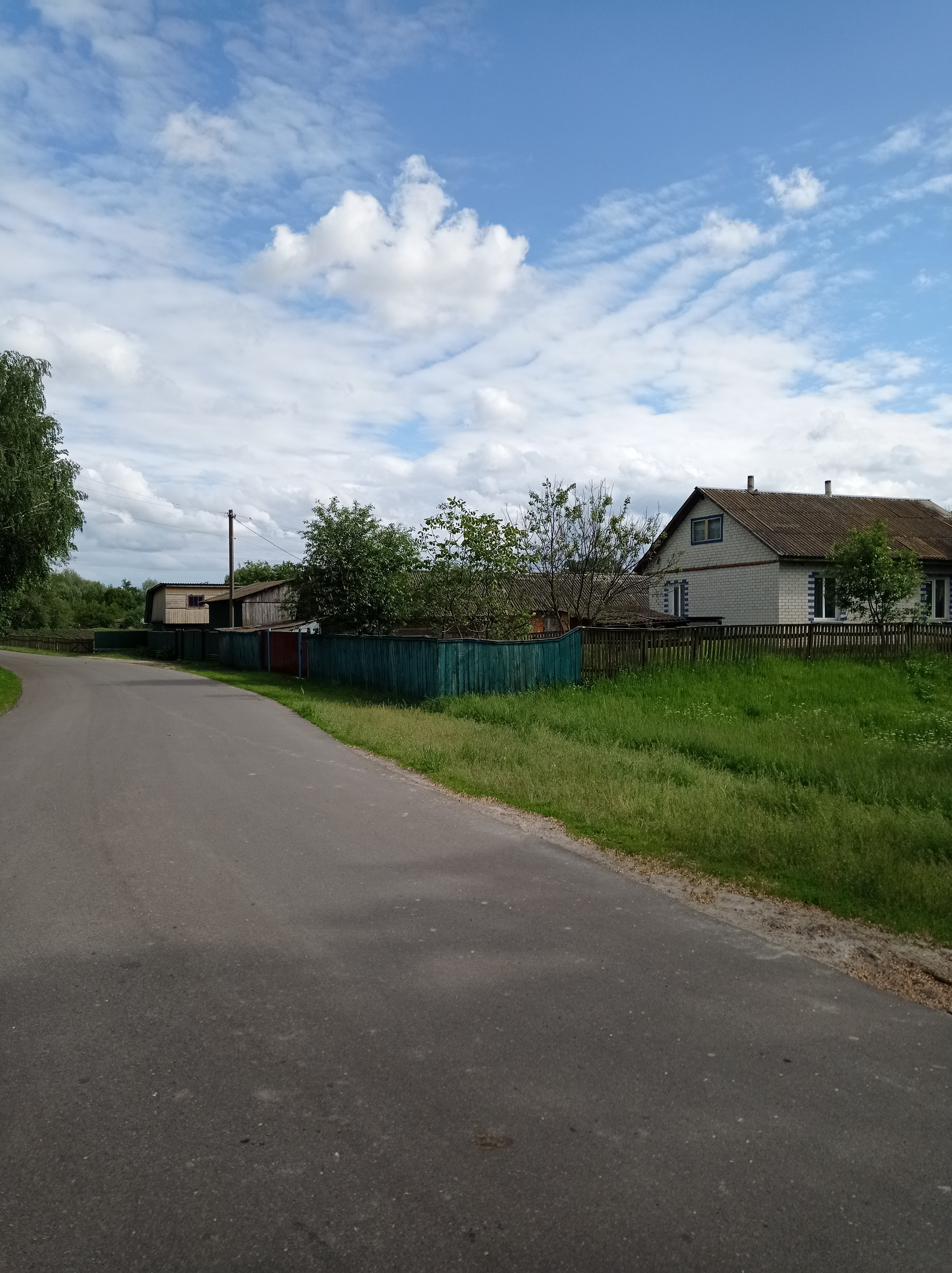
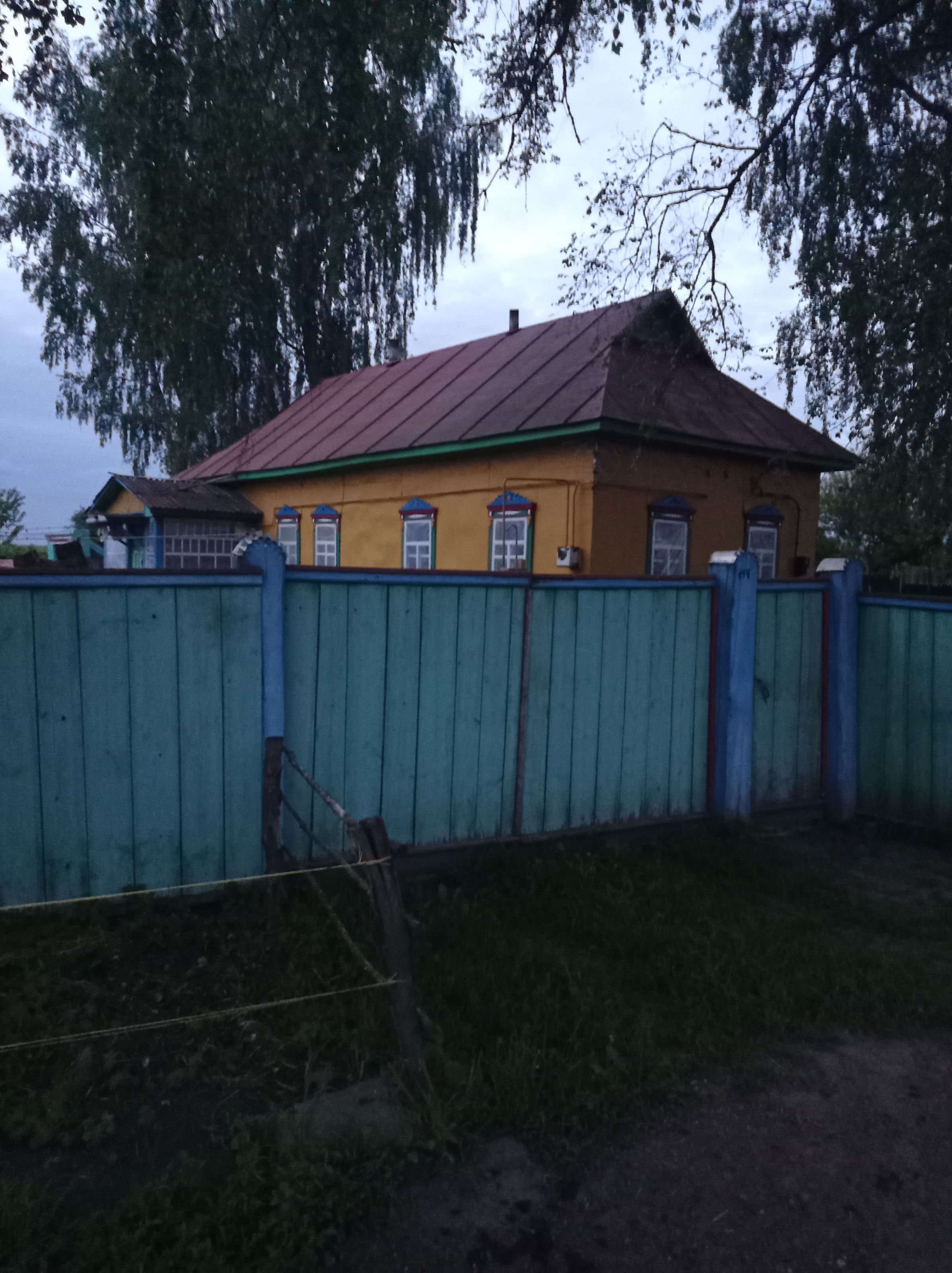
Одна з типових хат увечері
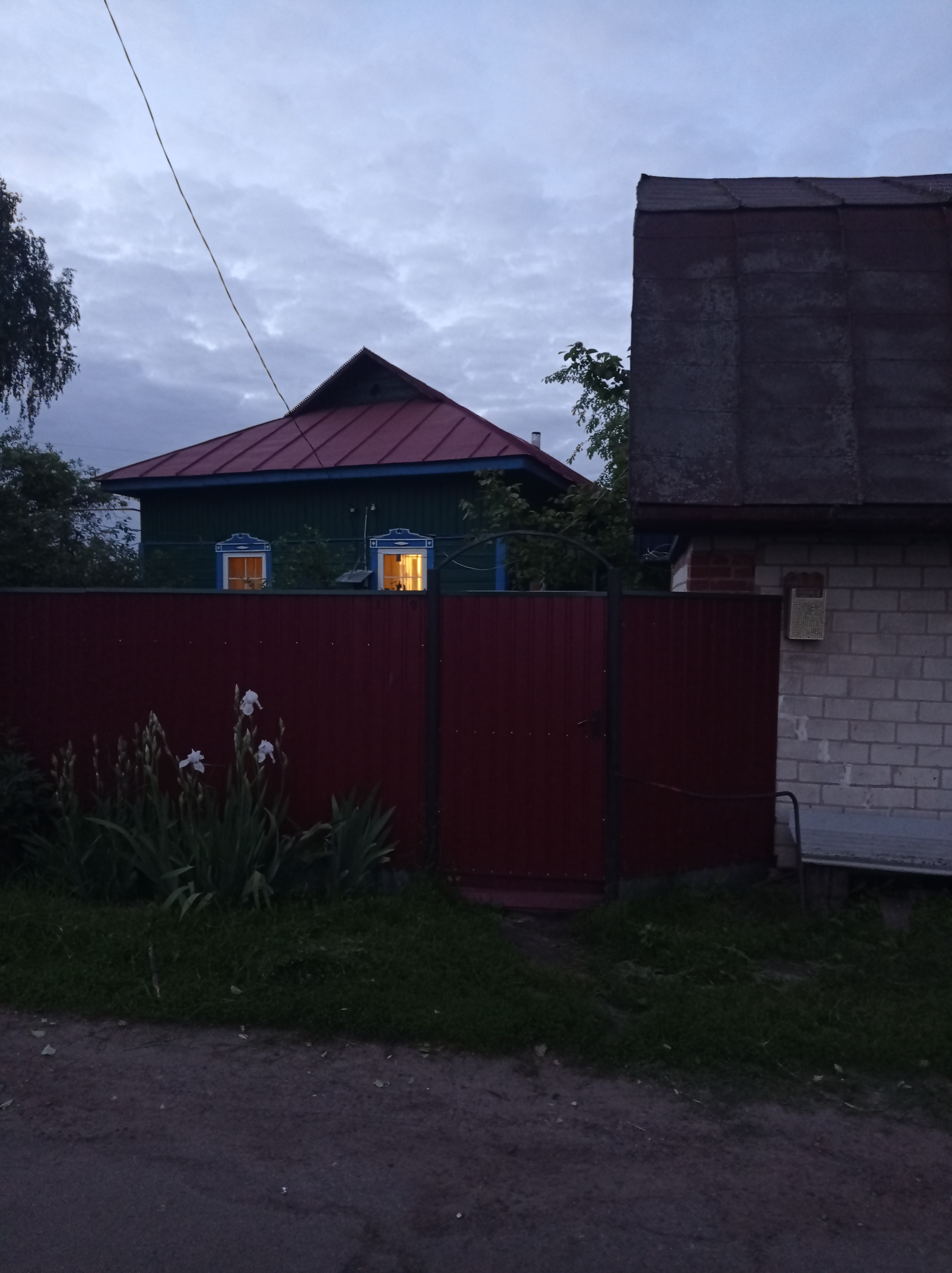
Одна з типових хат увечері
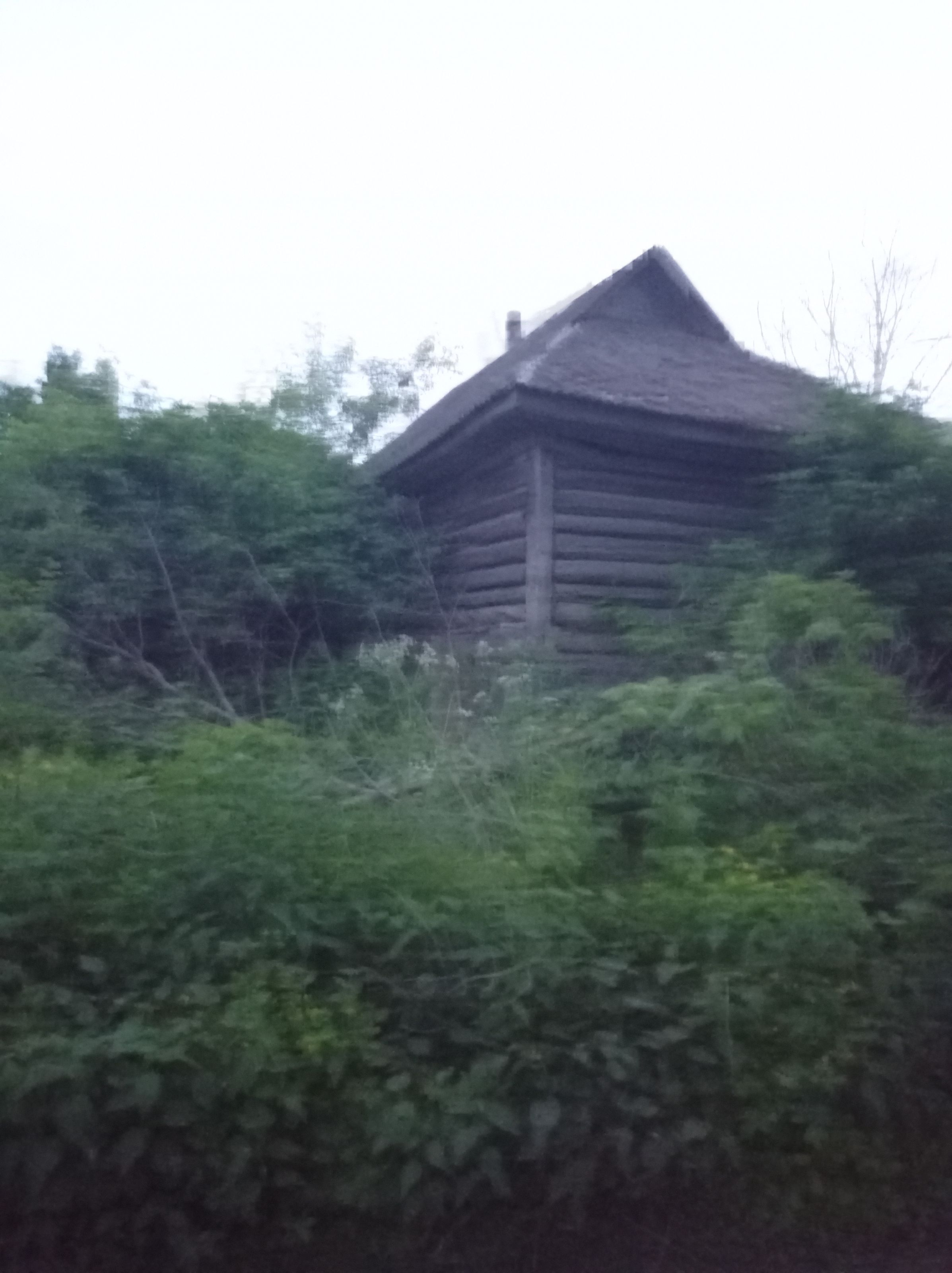
Покинута хата
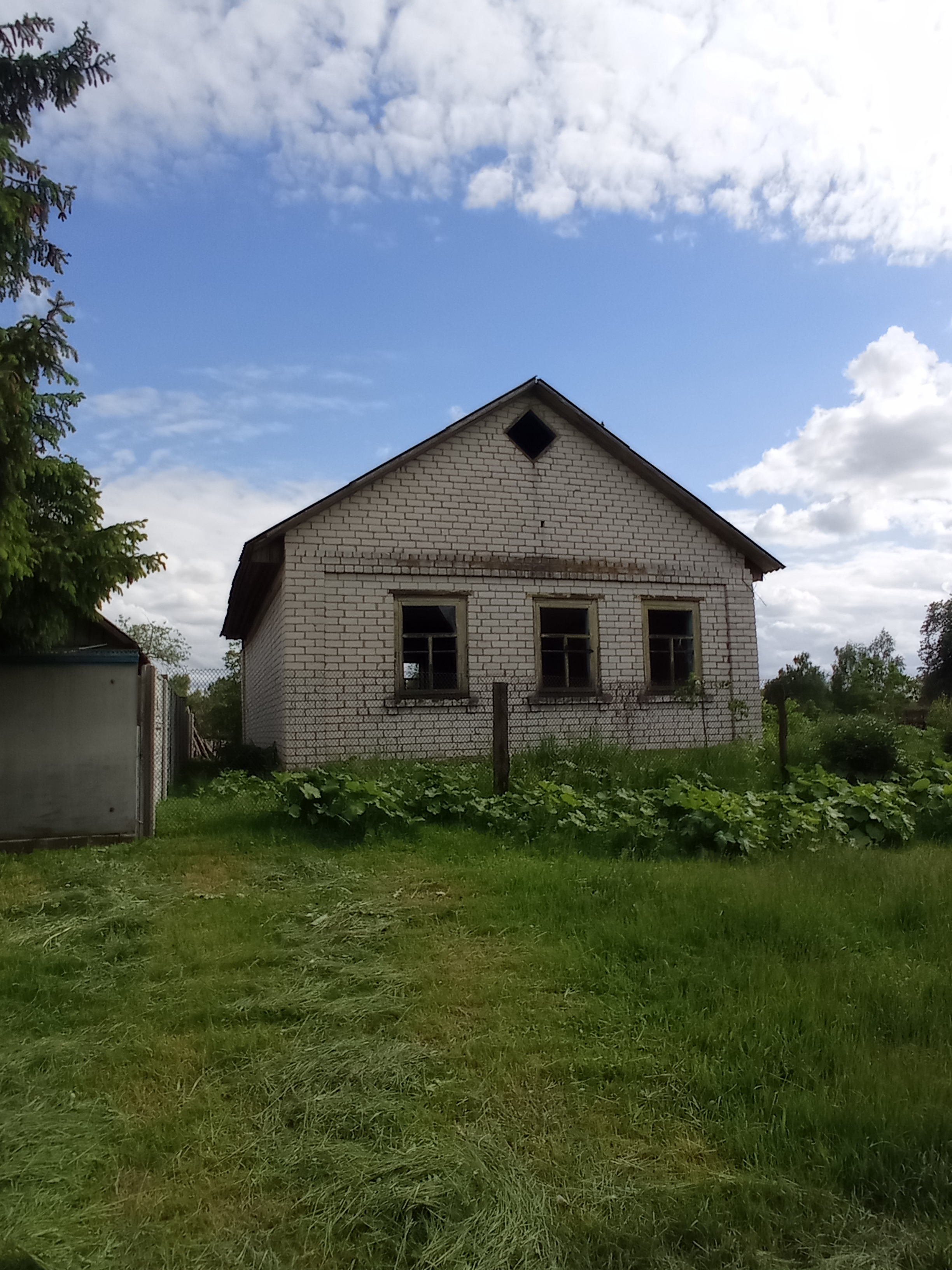
Покинута хата
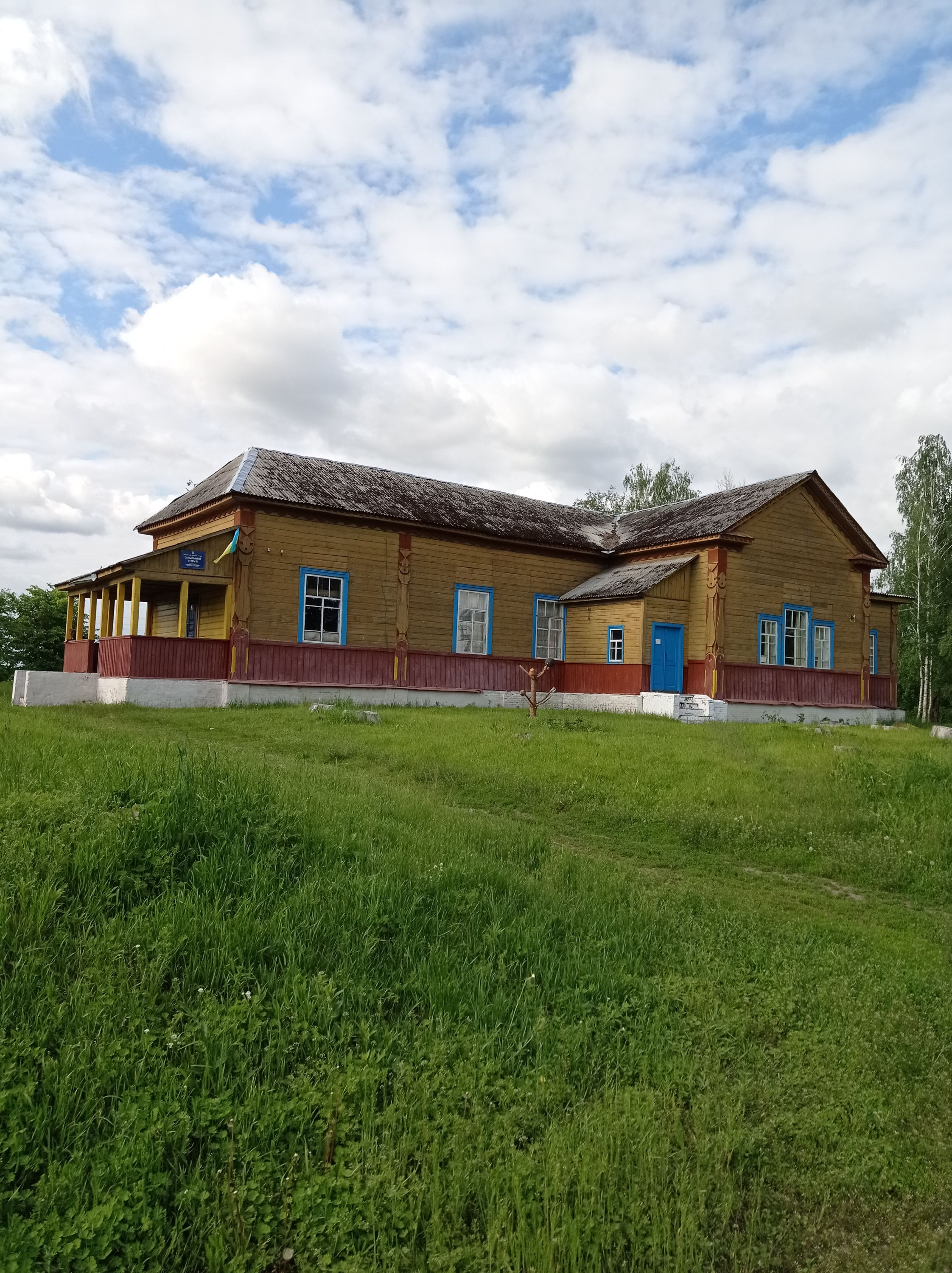
Клуб (колишня церква, станом на 2021 рік в аварійному стані)
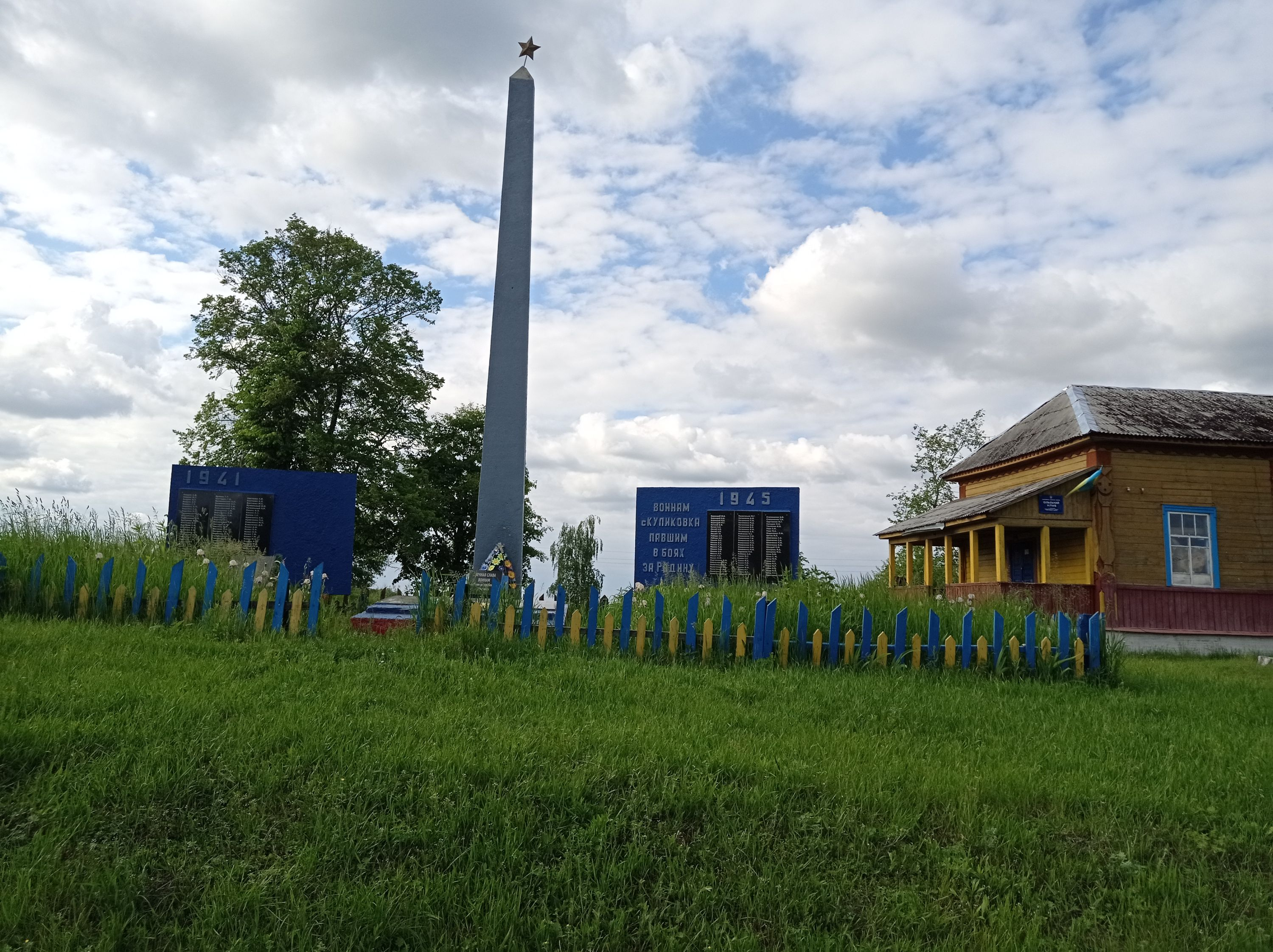
Пам'ятник воїнам, полеглим у Другій світовій війні